# エレベーター
エレベーター（アメリカ英語: Elevator、イギリス英語: Lift）は、人や荷物を載せて垂直または斜め・水平に移動させる装置。日本語では昇降機（しょうこうき）ともいう。
人が乗れない小荷物専用のものは建築基準法では小荷物専用昇降機と記されている。近年まではダムウェーター（Dumbwaiter）と記載されていたが、dumb waiter（直訳：物の言えない給仕人）が差別用語とされたため読み替えられることが増えた。なお小荷物専用昇降機最大手のクマリフトは2023年4月時点でもダムウェーターと呼んでいる。
一般的に多数のフロアを有するオフィスビルやホテル・デパートに設置されるほか、福祉施設など階段での移動が困難な人の利用が想定される施設にも設置されることがある。歩行が不自由な人がいる一戸建て住宅にも小型のホームエレベーターを取り付けることがある。
この機器の日本語での名称 (カタカナ表記）は、「エレベーター」と表記されたり「エレベータ」と表記されたり、表記が一貫していない。しかし、JISでは用語や記述記号についての定めに基づき、「エレベータ」と表記する。
一般には、外来語で英語の語尾が「-er」「-or」「-ar」の場合、長音符号で表記するので、「エレベーター」となる。しかし、JISでは、学術用語や別の規格がある場合以外は、その言葉が3音節以上であれば、長音符号を省くのが原則となっている。したがってJISでは「エレベータ」と表記する。これらは、どちらが正しくてどちらが誤りというわけではない。製造メーカーは、JISに従い「エレベータ」と表記することが多い。放送や新聞などの報道では「エレベーター」と表記される。
なお、業界団体名は「社団法人日本エレベータ協会」から、2012年に一般社団法人に移行したのを機に「一般社団法人 日本エレベーター協会」と改称、公式サイト内では社名などの固有名詞を除き「エレベーター」と表記している。東芝エレベータおよび日本オーチス・エレベータは社名を改称していないが、サイト内では｢エレベーター｣と表記している。

## 歴史
エレベーターは既に紀元前から存在し、古代ギリシアのアルキメデスがロープと滑車で操作するものを開発していた。ローマ時代に入ると、ローマ皇帝ネロは、宮殿内に設置した人力エレベーターを使用していたほか、コロッセオには剣闘士と戦う猛獣を闘技場のあるフロアまで運ぶ人力エレベーターが用意されていた。
中世ヨーロッパでも、滑車を用いた巻上機があり、一部で利用されていた。17世紀に入ると、釣り合いおもり（カウンターウェイト）を用いたものが発明された。
今日でもこれ等に連なる舞台用の人力迫は現役で使われているが、電動が主流になっている。
19世紀初頭には、水圧を利用したエレベーターがヨーロッパに登場し、工場などで実際に使用された。1835年に蒸気機関を動力として利用したものが現れた。動力式エレベータは最初にイングランドで導入され、1840年代にはアメリカの工場やホテルでも導入が広がった。ただし、水力や蒸気機関を用いたエレベーターは、非常に速度が低く、安全性にも問題があった。
これに解決の糸口を与えたのは、アメリカのエリシャ・オーチス (Elisha Graves Otis、1811-1861) である。彼は、1853年のニューヨーク万国博覧会にて、逆転止め歯形による落下防止装置（調速機、ガバナーマシン）を取り付けた蒸気エレベーターを発表した。エレベーターという名称もこのときオーチスによって命名された。オーチスは、来場客の面前で、吊り上げたエレベーターの綱を切ってみせ、その安全性をアピールした。このエレベータはニューヨーク水晶宮に設置されていた。
水力式や蒸気機関式は、冬季に水が凍結すると運行に支障が出た。1882年、最初の電動式エレベーターがニューイングランドの綿工場に設置されると、その後1889年ごろより高速運転可能な装置が考案され、電気の供給安定とともにエレベーターの動力源として電動式が主流となった。
電動式エレベーターは制御機構の高度化と建物内の高速な垂直方向の流通アクセス性の向上により、超高層建築物の建設に追い風をもたらした。
1880年代以降はアメリカ合衆国のシカゴとニューヨークで高層ビルの建築競争が始まる。特に1920年代にはニューヨーク市マンハッタン地区ではクライスラー・ビルディングが高層ビルとして初めてエッフェル塔の高さを上回るほどとなり、世界一のビルの高さを競う新築超高層ビルの建設ラッシュが起き、この動きはのちに世界的に広がった。
- 1857年3月23日、オーチスの旅客用エレベータがニューヨークの488 ブロードウェイ（英語版）に初めて採用される。これが世界初の実用エレベーターを設置した事例となる。
- 1859年、ニューヨークのブロードウェイに建てられたホテルに、オーチスのエレベーターが採用される。それまでホテルの上方階は、荷物の上げ下ろしが大変なので、不人気で料金も安かった。しかし実用的なエレベーターの登場以降、環境のよい上方階は宿泊客の人気を呼ぶようになった。
- 1861年、オーチスは蒸気エレベーターの特許を取り、オーチス・エレベータ・カンパニー (Otis Elevator Company) を設立。
- 1870年、ニューヨークのエクイタブル生命ビルが旅客用エレベータを設置した世界初のオフィスビルとして建設される[8]。
- 1875年、日本における最初のエレベーターとされる水圧式の荷物用エレベーターが王子製紙十条工場に設置された。
- 1880年、ドイツ国（ドイツ帝国）のヴェルナー・フォン・ジーメンスが世界初の電動式エレベータを開発[9]。
- 1887年、アメリカのアレクサンダー・マイルスが自動ドアの付いたエレベータの特許を取得。
- 1889年、パリのエッフェル塔に水圧式エレベーターが設置される[4]。
- 1889年、オーチス・エレベータ社が電動式エレベーターを開発。ニューヨークのビルに世界で初めて採用される。以降、ニューヨークの摩天楼化に拍車がかかっていく。
- 1890年11月10日、東京浅草の凌雲閣に、藤岡市助と三宅順祐が設計した日本初の乗用エレベーターが設置された。エレベーターは地階に据え付けた7.5馬力の直流電動機1基に対し、M字状にロープで連結したかご2機を同時に運転し（交走式）、1階か8階だけに止まる独自の構造をしていた。速度は15 m/min程度の一段速度制御であった。2機のエレベーターは3畳敷の大きさで、かご内には布団を敷いた腰掛けが設置されていた。減速装置は平歯車を何段か組み合わせた歯車減速機で、ベルトが何本か見えることから運転方向の切換えは正逆1組のベルトをベルトシッパーで切換える方式であったと考えられる。なおロープは麻ロープが使われていた。構造が不完全で故障が多く、警視庁から派遣された技術者に「危険なり」との理由で運転停止を言い渡されて、のちに撤去された。また、当時は「エレベートル」と表記されていた。
- 1896年、オーチス・エレベータ社のエレベータが日本銀行に取付けられた。速度が30 m/minの貨幣運搬用水圧式荷物用エレベーターで、米貿の日本国への輸入1号機となった。
- 1901年、大阪府東区の日本生命保険本店に[オーチス・エレベータ社のロープコントロール式の24 m/minのエレベーターが設置された。このエレベーターは1961年まで稼働していたが、法令上の理由で撤去され、その時の機器一式が1966年に国立科学博物館に寄贈された。国立博物館では一時館内で公開展示をしていたが、その後展示品は解体され2006年時点では部品状態で国立科学博物館に保管中である。部品の保管状態は良好で、稼働可能な状態で現存する国内最古のエレベーター機器と考えられる。
- 1915年、日本初の製作が国産化された乗用エレベーターとなった東松式エレベーターと呼ばれる、押しボタン式全自動エレベーターが大阪府本町の伊藤丸紅呉服店に設置された。製作は機械技術の東松孝時が経営する東松工作所（後の旧・日本エレベーター製造）によるものだった。
- 1919年、東松孝時は日本最初のエレベーター製作の法人組織として日本エレベーター製造を設立（後述）。
- 1933年、前年設立の東洋オーチス・エレベーター（現：日本オーチス・エレベータ）が蒲田工場で国産エレベーターの本格製造を開始。
- 1961年8月、210 m/min (=12.6 km/h)のエレベーター（三菱電機製）を有する京都国際ホテルが開業。当時日本最高速。
- 1968年4月12日、300 m/min (=18 km/h) のエレベーター（日立製作所製）を有する霞が関ビルディングが開業。当時日本最高速。
- 1974年3月、540 m/min (=32.4 km/h) のエレベーター（日立製作所・三菱電機製）を有する新宿住友ビルディングが開業。当時世界最高速タイ。
- 1978年4月6日、600 m/min (=36 km/h) のエレベーター（三菱電機製）を有するサンシャイン60が開業。当時世界最高速。
- 1993年3月、川崎市にある川崎ハローブリッジに日本で初めてとなる立体横断歩道橋に整備されたエレベーターが完成[10]。
- 1993年7月16日、750 m/min (=45 km/h) のエレベーター（三菱電機製）を有する横浜ランドマークタワーが開業。当時世界最高速。
- 2003年、長崎市道相生町上田町2号線に日本で初めて公道に整備されたエレベーターが完成。
- 2004年12月31日、1,010 m/min（=60.6 km/h）のエレベーター（東芝エレベータ製）を有する台北国際金融センター（通称TAIPEI101）が開業。ランドマークタワーの導入機は世界第2位となった。ただし、1,010 m/minの速度が出るのは昇りのみで、降りではランドマークタワーが最速。かご内の気圧制御などの初の実用例となっている。
- 2006年1月17日、東芝エレベータが磁石を使って姿勢を安定させるエレベーターを開発した。昇降路に取り付けられたガイドレールとかごが接触しないため振動や騒音が抑えられる。
- 2006年3月1日、日立製作所が2列の昇降路を最上部と底部でつなぎ、複数のかごを循環運転させる循環型エレベーターの実証実験に成功したと発表。
- 2016年、1,080 m/min（=64.8 km/h）エレベーター（三菱電機製）を有する上海中心が一部開業。ランドマークタワーの導入機は世界第3位となった。ただし、1,080 m/minの速度が出るのは昇りのみで、降りではランドマークタワーが最速。
- 2014年4月21日、日立製作所が従来よりモーター出力を向上し、ロープ重量の30 %軽量化による世界最速となる1,200 m/min（=72 km/h）のエレベーターの開発に成功したと発表。2016年に中国広州の高層ビルに設置。

なお、1890年11月10日に東京・浅草の展望台「凌雲閣」に日本初の電動式エレベータが設置されたことにちなみ、日本エレベータ協会は、11月10日を「エレベータの日」としている。ただし、この国産エレベータは安全性に問題があるという理由で約半年後に当時の警視庁から運転が差し止められた。
日本で現存最古のエレベーターは東華菜館（京都市）に1926年設置された米オーチス社製。蛇腹扉の開閉や昇降運転は手動式で、店員が行う。
人でなく物を運ぶ昇降機で保存されている最古のものは、偕楽園（茨城県水戸市）内にある水戸藩主別邸「好文亭」に1842年設置された。食事を入れた箱を、滑車に回したヒモを引いて1階と2階の間で上げ下げした。
古い物では他に永平寺大庫院の1930年設置などが稼働している。

## 構造
ここでは昇降路の設備とカゴの設備に分けて記述する。

### 昇降路
昇降路はシャフトとも呼ばれ、エレベーターが上下するための何らかの構造物で覆われた縦に長い空間のことである。シャフトを構成する材料は鉄筋コンクリート構造や鉄骨構造が多い。
シャフト一体型と呼ばれる、シャフト部材と機器本体を一体で工場にて製作し現場に据付するタイプもある。シャフト一体型は小規模集合住宅に適しており、昇降行程が低く、小容量の後付用以外にはほとんど用いられない。
昇降路の最下階のさらに下部をピット、最上階のさらに上部をオーバーヘッドと呼ぶ。

#### ガイドレール

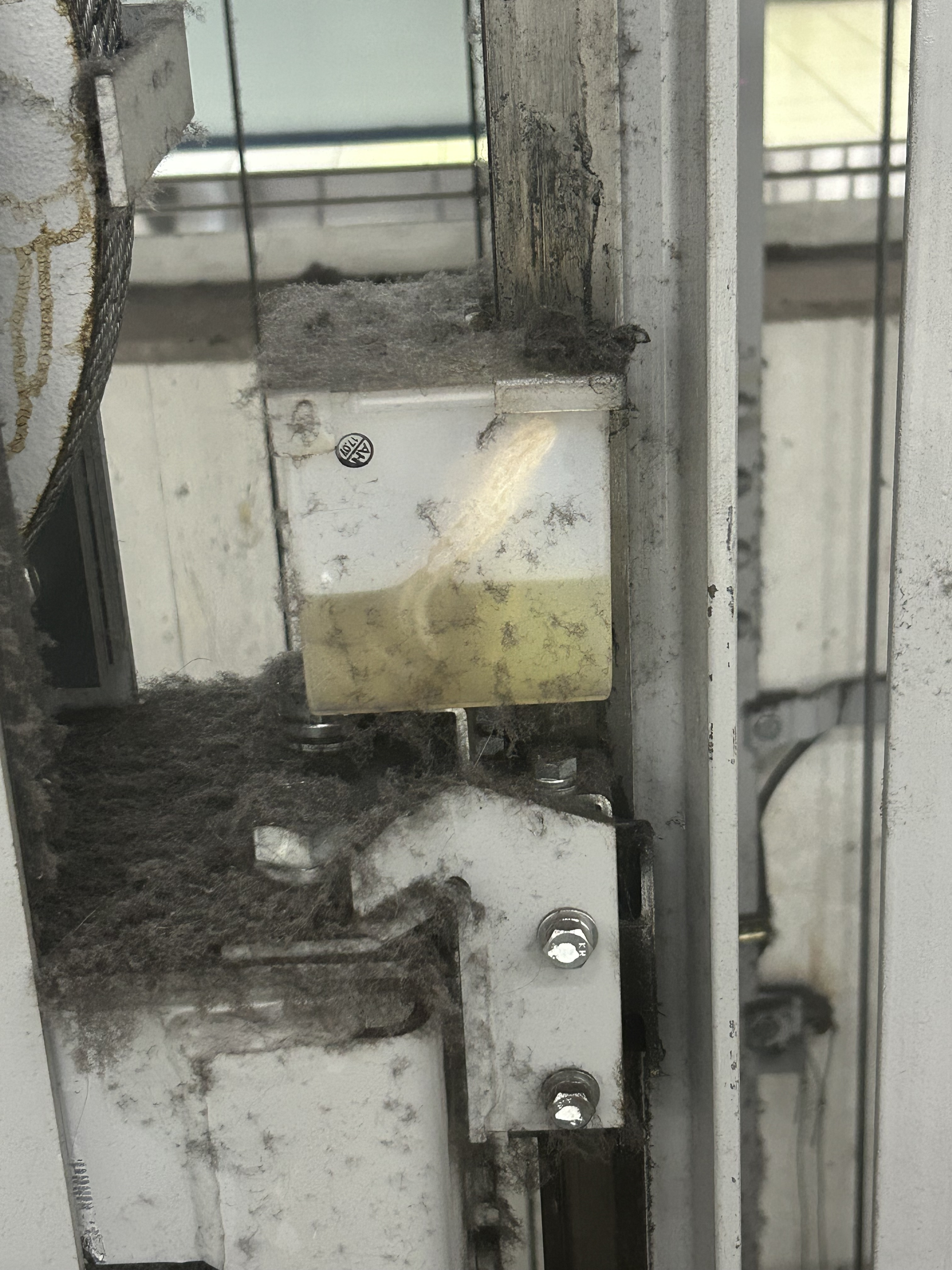
ガイドシュー（上）とガイドローラー（下）

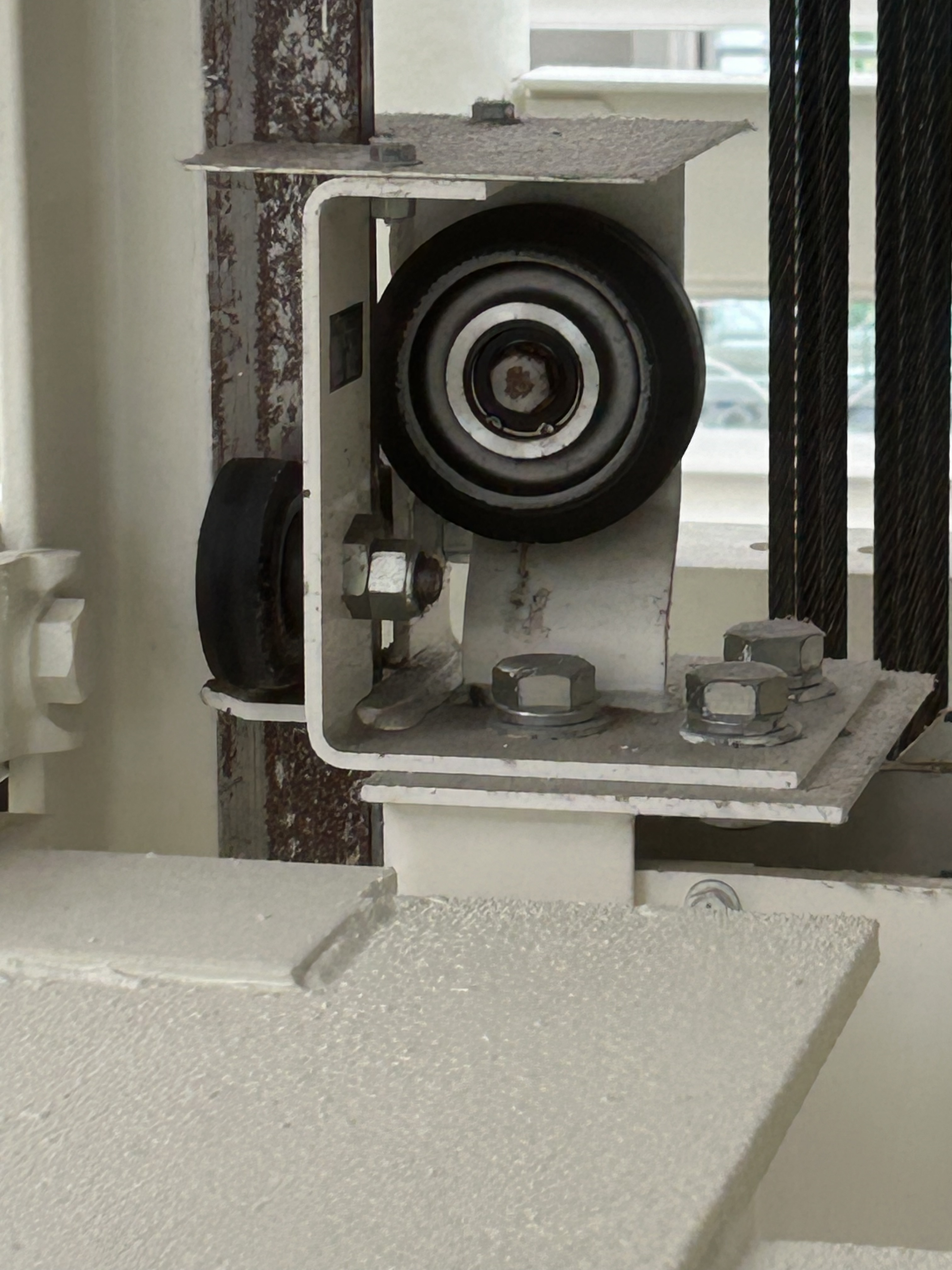

ガイドレールとはエレベーターを導く軌道であり、シャフト内に設置される。材質は鋼でできており、形状は鉄道のレールとよく似ている。それを垂直方向につなげてエレベーターの軌道を構成していく。ガイドレールは、かごの走行を円滑にし、各階に設置されたドアやカウンターウエイトなどの構造物とのクリアランス（すき間）を確保すると同時に、万一かごが落下した際に非常止め装置をガイドレールに噛ませて緊急停止させる目的もある。ガイドレールとかご、カウンターウエイトが接触する部分にはガイドシューと呼ばれる潤滑具やガイドローラーなどを設けて摩擦や振動を低減させている。

#### 釣り合いおもり
カウンターウェイトとも呼ばれ、つるべ式エレベーターで用いられるおもりである。全体の形状は扁平で縦に長く、非常に重い鉄の塊である。つるべ式はトラクション式とも呼ばれ、ワイヤーロープの両端にかごとおもりをぶら下げてバランスを取り、ワイヤーロープ折り返し中間地点に設置された電動機（モーター）と、それに連結された滑車（シーブ）に掛かる摩擦力によってかごとウェイトを上昇下降させる方式である。この方式ではロープ両端の重量バランスが良いので、比較的小さい力でロープに吊るされた物体を上昇下降させることができる。かごとカウンターウェイトのバランスが均等にとれている状態では、人の手でエレベーターを動かすこともできるほどにモーターに掛かる負担は小さくなる。カウンターウェイトの総重量は無積載状態のかごの質量にかご積載容量の50 %を付加した重量になるように設計されている。

#### ワイヤーロープ

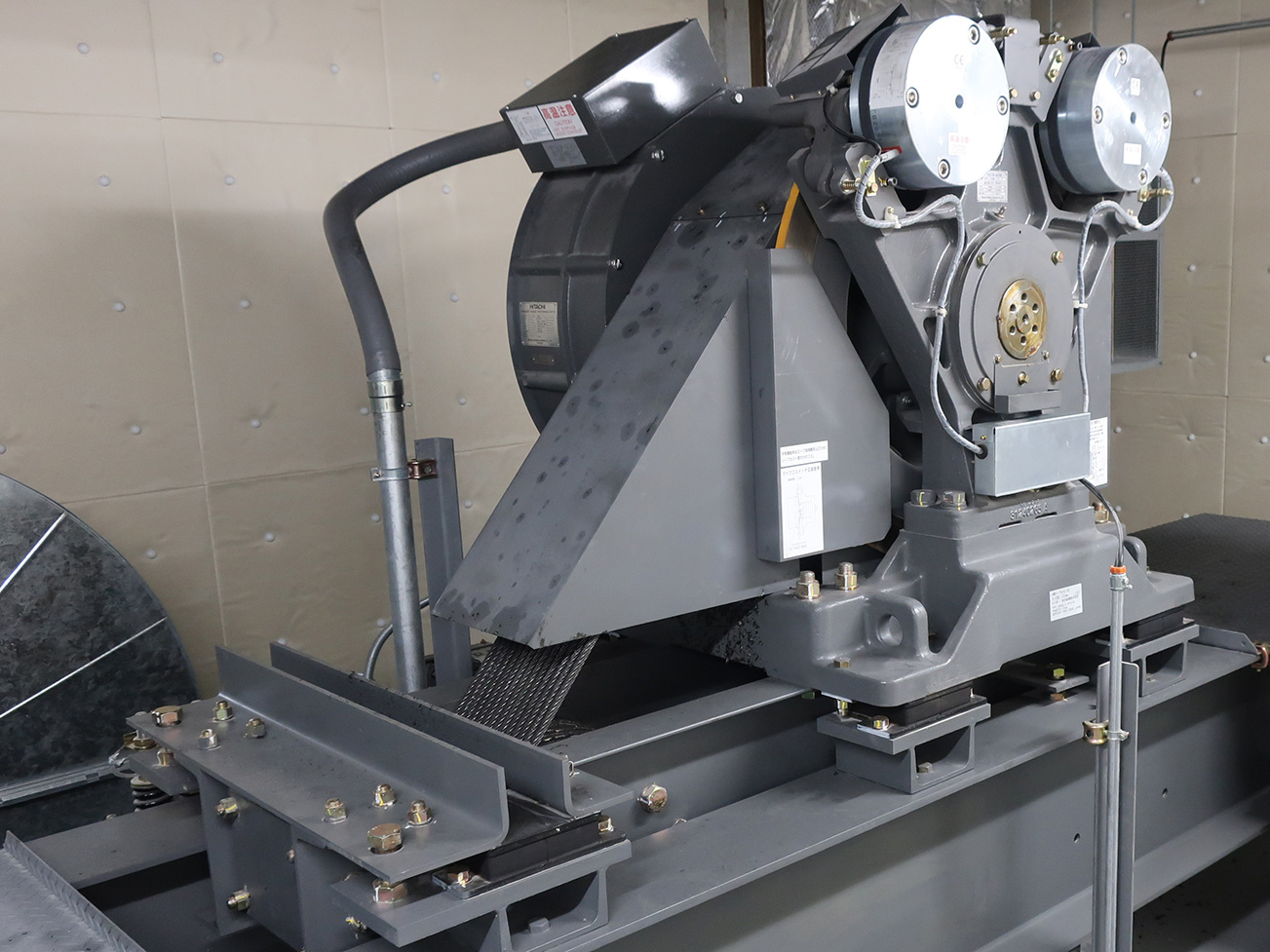
機械室でのロープと巻上機

ワイヤーロープはトラクション式エレベーターなどで用いられる巻上索である。材質は炭素鋼が用いられ、建築基準法によって安全率を10以上確保することが義務付けられている。ロープの構造は、まずストランドと呼ばれる細い鋼線をより合わせたものがあり、さらにそのストランドを8本ほどより合わせてできている。柔軟性を保つために、ロープの中心部にはマニラアサやサイザルアサなどの硬質繊維芯が入っている。太さは直径10 mm・12 mm・16 mmなどがあり、かご積載量に応じて使用する本数が増えたり、より太いものが使われる。トラクション式ではロープの両端にかごとカウンターウェイトが吊るされていて、それらの連結部にはソケットと呼ばれる器具にバビットメタルを注入するという末端処理が施されていて、連結強度を確保している。
高層ビルのエレベーターでは使用するワイヤーの質量が多く、そのままの状態では最上下階近辺ではかご側とカウンターウェイト側の重量がワイヤーロープの自重によってアンバランスになり、巻上機のシーブから滑り落ちてしまう恐れがある。そのアンバランスを解消するために、かご底部とカウンターウェイト底部との間には、コンペンセーティングロープあるいはコンペンセーティンチェーンと呼ばれる、重量バランス調整用のワイヤーロープやチェーンが渡されている。
映画等に登場する、エレベーターのワイヤーが切れて高速で落下するシーンには誤りが多い。エレベーターのかごを吊り下げるワイヤーの強度は定員の約10倍の重さに耐えられる強度を有することが義務づけられており、ワイヤーの使用本数も3本以上いるため、その全てが切断すること自体が極めてまれである。万一、切断してかごが落下に転じても、調速機ロープが同時に切断されない限りは、定格速度の1.4倍で非常止め装置が作動して急停止する。つまり、映画『マトリックス』のワンシーンのように爆破されたり、主ロープと調速機ロープが同時に破断されない限り、落下事故は起き得ない。
なお、2011年7月26日には東京メトロ有楽町線・副都心線平和台駅でエレベーターのワイヤー3本が全て切れて非常止め装置が作動するまで数m落下する事故があり、乗っていた50歳代の女性が尻や肘に2週間の打撲傷を負うという事故が発生している。1945年7月28日、エンパイア・ステート・ビルディングに航空機が激突したことによってエレベーターのかごが非常止め装置も効かないままエレベーターシャフトの底まで300メートル以上落下する事故が起こったことがあるが、乗っていた従業員は奇跡的に生存していた。
以前は「非常止め装置が調速機ロープを切断されるなどして作動しなくても、エレベーターはエレベーターシャフト周壁との間隙が小さいことにより、かごにかかる空気抵抗が大きいため、ある程度の減速効果を有する」と言われていたが、東芝エレベーターテスト塔での落下事故で、減速効果はほとんどないと証明された。このような効果を得るには、シャフト内の空気量が不変でなければならない。

#### 安全装置

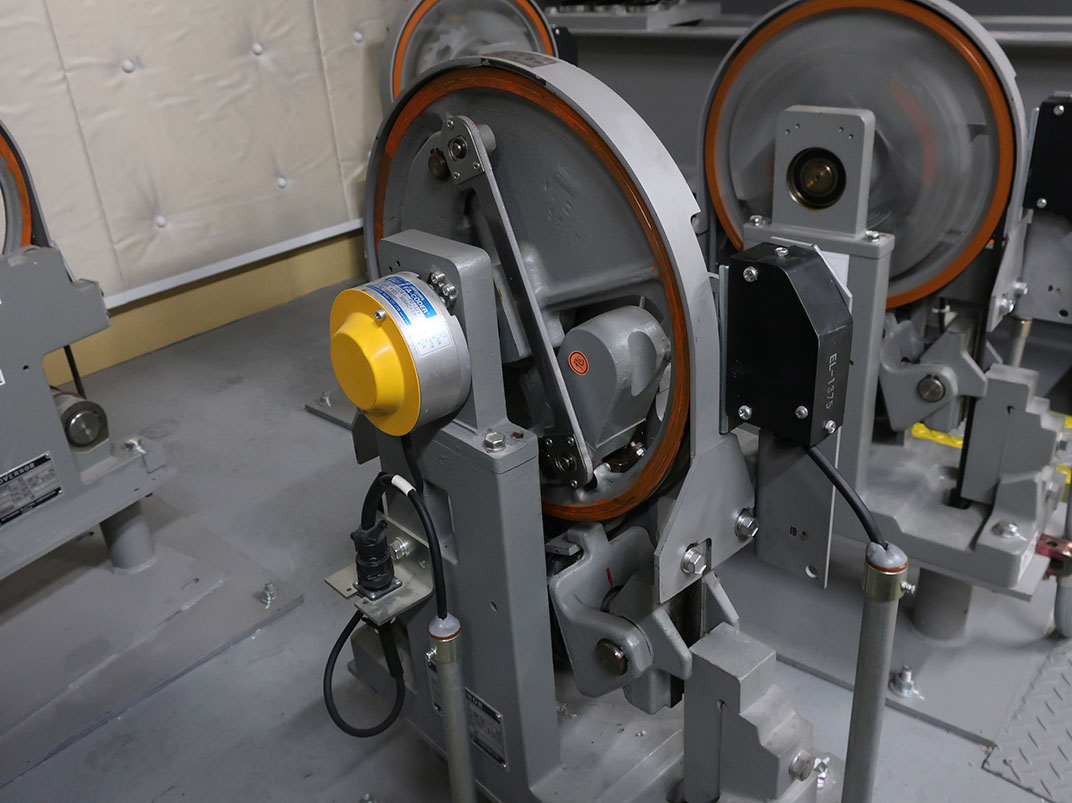
調速機

##### 非常止め装置
非常止め装置はかご枠の下部にあって調速機の動作に応じて制動子がかごの降下を止める装置である。

##### 調速機

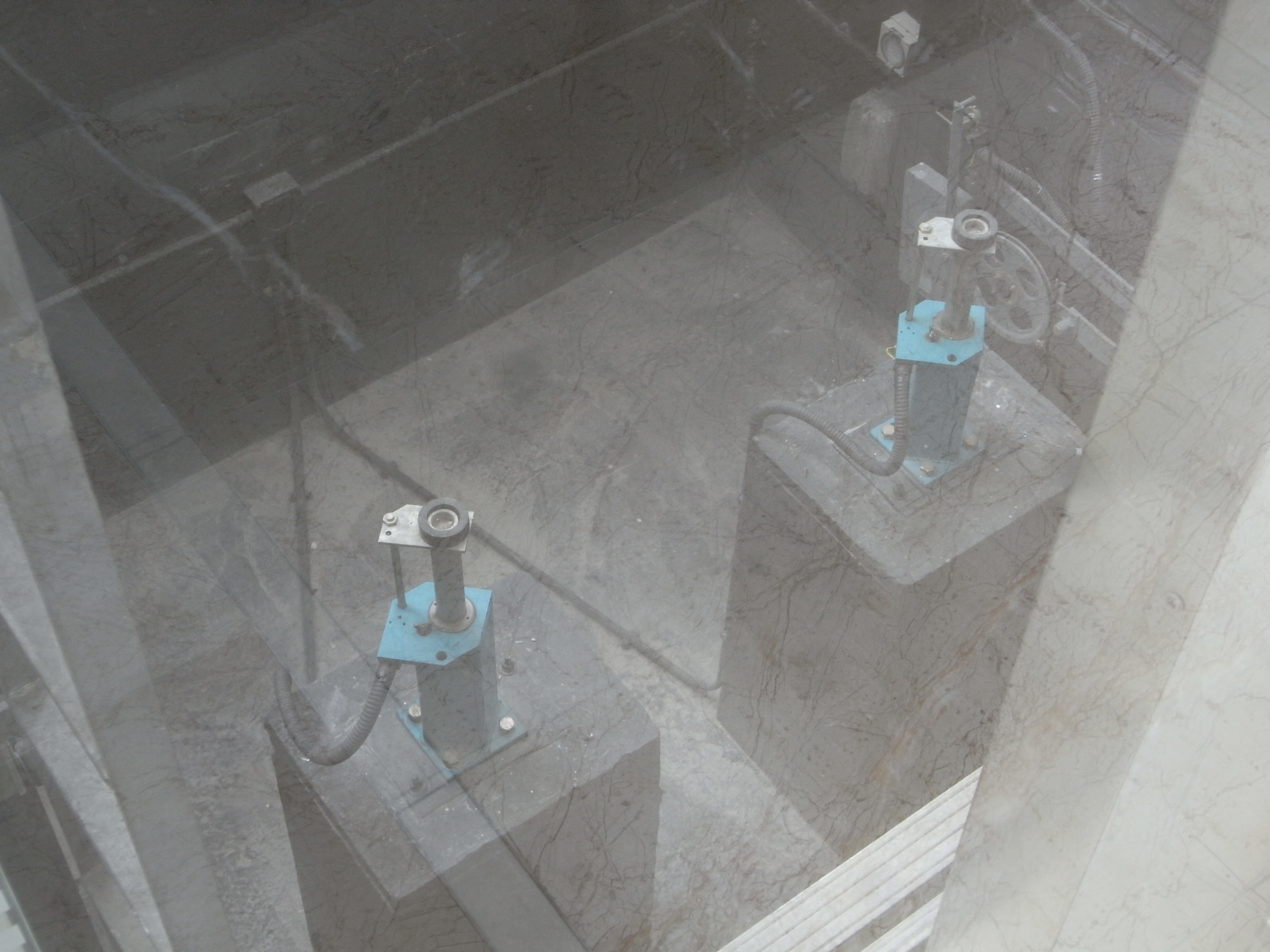
緩衝器

調速機（把持）
把持のための調速機はかごや釣り合いおもりの異常速度を検知してロープをロープキャッチで把持する装置で機械室に設けられる。ガバナーとも呼ばれ、万一、主ロープが切断された場合でもかごを緊急停止させる機能をもつ。
調速機は、かごとロープ（主ロープとは別）を伝って連動しており、かごが動くと調速機のプーリーが従動して回転する。調速機ロープの終端部はかご側に位置し、その終端部に鋭いクサビ型の金属片が装着してある。万一、主ロープの切断などによってある速度（建築基準法の規定では定格速度の1.4倍）でかごが落下すると、調速機が遠心力によって機能し調速機ロープをロックさせる。ロープがロックされるとクサビ型の金属片はかごとレールの隙間に挟まり込み、かごを停止させる仕組みになっている。
調速機（過速）
機械室には過速時にかごの異常速度を検知してスイッチを開路する調速機がある。

##### 緩衝器
緩衝器は昇降路最下部にあってかごや釣り合いおもりが昇降路の底部にまで進行してしまった場合に衝撃を和らげる装置である。サスペンションともいう。ばねや油圧ダンパー等が付いており、非常止め装置を使用しても減速しきれない場合の衝撃をやわらげる仕組みになっている。エレベーターの速度が分速60 m以下か油圧式エレベーターのものはばね緩衝器、分速60 m以上のものは油圧ダンパーを使用している。

### かご
人が乗るための箱状の構造物を、エレベーターではカゴ（籠）と呼ぶ。これに人または荷物を乗せ上下させる。
天井には照明が装備され明るさが確保されるほか、換気扇、扇風機が装備され通気性が確保されている。エアコンが付いているものもある。

#### ドア
ドアには各階の乗場側の乗場戸とかご側のかご戸がある。古いものでは手動式もあり、国によってはかご戸のないものも少なくない。
防犯のために窓が設置されていることがある。
乗場戸
乗場戸上部に設置される安全装置にドアインターロック装置があり、乗場戸が完全に閉まらない限り運転されないようになっている。
かご戸
かご戸上部に設置される安全装置にゲートスイッチがあり、かご戸が完全に閉まらない限り運転されないようになっている。
縦開き式など特殊なエレベーターを除き、かご側のドアだけに駆動装置がある。停止階に到着したエレベーターは、かごドア側の解錠装置と乗場ドアのインターロックがかみ合い、乗場のドアはかごドアの力によりインターロックによる施錠が解放され、開閉する。
外観としては横方向に動くサイドスライドドアが主流となっている。サイドスライドドアにはサイドオープン式（片開き）とセンターオープン式（真中開き）がある。特大貨物用では上下方向に動くドアが採用されている場合があるが、このドアは乗降中に戸が頭部に衝突したり戸が下方から出てきて危険であるので、荷物用・自動車用以外には使用できない。

#### 操作盤
操作盤はエレベーターの操作に使われる。一般的に階数ボタンと戸扱いボタンがあり、乗客は行先指定や扉の開閉を行う。操作盤の上部にはインジケーターがあることがほとんどである。
ほとんどの機種では非常連絡装置が取り付けられている。地震や火災・故障により閉じ込められた時などに使用し、メンテナンス会社や建物の管理人と連絡をとることができる。
メンテナンス会社と契約を結んでいない場合には、建物の基準階で警報音が鳴るだけである。
障害などで通常の操作盤を扱うことが難しい人のために、低い位置に操作盤が設置されていることもある。これらは一般的に車椅子操作盤と呼ばれ、扱われた際に扉の開放時間が長くなる・扉の開閉速度が遅くなるように設定されている。

##### インジケーター

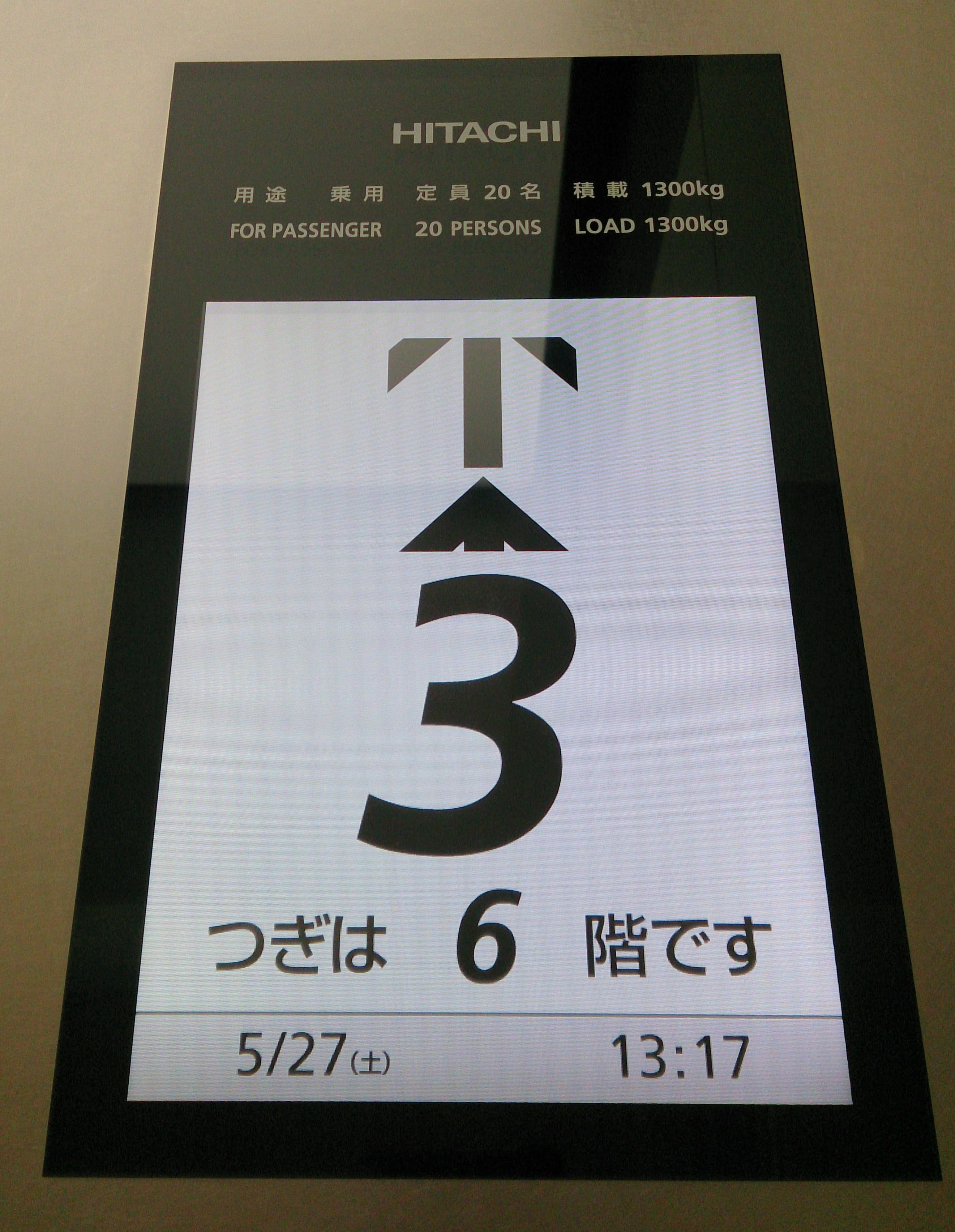
液晶画面によるインジケーター(日立製)

かごがどの階にあるか、またかごが上下どちらに動いているかを表示する装置。
インジケーターは基本カゴ内と各階の乗り場に設置される。ただし、近年設置されたエレベーターの場合は、複数台のエレベーターを一括管理する群管理システムを採用し、全ての階での待ち時間が最短となるように最適な運用をするため、人が待っている階を通過する・その階の手前で折り返すなどのことがあり、そのことを利用者に知られないようにするため、乗り場のインジケーターを備えず、到着を予告するホールランタンのみを備える場合が多い。
インジケーターの表示方式は、次のように分類できる。
機械式
針が動く、円盤が回る等の方式がある。
近年でも景観などの理由で設置されることがあるが、デジタル制御化されている。
行灯式
- 階を表す数字などの形に光るもの
- 光る形が階を表す数字等の形でないもの

セグメント式
主に1990年ごろの機種に採用されたが、コストカットのために近年でも標準仕様とする例がある。
7セグメント
B（地下）・R（屋上）を8・Aと同じ表示字形で表示することになる（・）ため、地下や屋上を持たないエレベーターで採用されることが多い。
16セグメント
数字だけでなくB、R、M（中間階）等のアルファベットを表示する必要がある場合には、前述の理由により、7セグメントよりも16セグメントの方が適している。
カスタムしたもの
16セグメントで視認性が悪いBやGをよりわかりやすく表示できるよう、セグメントが追加されている。

マトリクス式
基本的に方向・階数ともに5×7のマトリクスを使用して数字を表す。
解像度の違うマトリクスを使用する機種もある。
方向と階数のセグメント欄を統合し、一つの大きい表示領域とした機種もある。文字のセンタリングが可能などの利点がある。
LCD式
矢印にアニメーションを付加して分かりやすくできる、他情報も表示することが可能、複数言語に対応できる、などの利点が存在する。

#### 安全装置

##### 戸閉時にドアへの挟まれを防止する安全装置
かごドアの端部には挟まれによる事故を防ぐため、セーフティシューと呼ばれる大きな棒状の安全スイッチが取り付けられている。物理的に押されることによって反応する。
近年のエレベーターでは、赤外線センサーなどを設置しているものがある。センサーが遮られることでドアへの接触の前に反転する。これにより台車や扉を破損する可能性が大幅に低下した。
多数のセンサーを異なる方向に設置してさらに検出精度を向上させたものは、マルチビームドアセンサーと呼ばれることが多い。
これらの安全装置が非搭載であるまたは故障しており、危険に人や物を挟み込んでしまうおそれのあるものは、俗にギロチンドアと呼ばれる。

##### 戸開時にドアへの挟まれを防止する安全装置
近年のエレベーターではカゴ側のドアの内側にもセンサーが設置されている。このセンサーは戸開時に照査し、検知するとドアの開閉を一時停止または減速させ、｢ドアから離れてください｣というアナウンスをする。
- 地震の際に作動する装置
  - 地震時管制運転装置 - 地震時管制運転装置は所定以上の揺れを感知した際にかごを最寄階に停止させる装置である。日本では耐震設計施工指針に定められている。
  - 地震感知器 - エレベーターの地震感知器には、検出する地震波の種類によって大別して3種類がある。
    - 初期微動（P波 : 高速で伝わる縦波）を検知し、あるいは主要動（S波 : P波に続いて到達する横波）のレベルが低いうちに検知して最寄階に停止後、震度4以上（以降震度は目安）の大きな揺れがなければ一定時間後に自動復旧するもの。
    - 震度4以上の揺れを検知して、最寄階に停止し運転を休止するもの。この場合保守会社の作業員が機器の安全を確認後地震感知器を復旧する。更に大きな揺れ（震度5クラス）を検知した場合でなおかつ最寄りの階まで数階離れている場合（急行ゾーン）は、途中で急停止させる。保守会社またはビルの技術者の指示により釣り合いおもりと反対方向の最寄階まで極低速で運転する。ただし、いずれも地震の揺れにより機器が損傷し地震感知器とは別の安全装置が働いた場合は、閉じ込められることもある。原因は、乗場側の戸閉検出装置がかごの接触により誤動作する場合が大半である。この場合には途中で急停止するので、かご内に閉じ込められることになる。一度この状態になると、エレベーターの保守会社が現地に出向かないと復旧することができないので、主に保守会社か消防のレスキュー隊による救出に数時間から丸一日以上を要することもあり、地震が発生する度に大きな問題になっている。

#### 安全設備

##### 故障の際の救出を迅速に行うための設備
一部のエレベーターは避難用の救出口をもっている。これは中から脱出するためではないので、外から施錠されていることが多い。
郡管理されているエレベーターで1つだけ故障した場合などに、隣のカゴを動かして救出にあたる際に使われる。

##### 防犯性を高める設備
エレベータの防犯装置として、防犯カメラ、警報装置、各階強制停止装置、利用者・利用階検知システムなどがある。
防犯のため、エレベーターのかご内の状況が外部から見えるよう、ドアや壁に窓(通称 : 防犯窓）を装着し、あるいはかご内に監視カメラが設置され、内部の映像を乗り場のところに設置したモニターに映し出しているエレベーターもある。この形式のエレベーターの場合、外部からかご内の様子が見えることで犯罪やいたずらを未然に防ぎ、安心してエレベーターを利用できるといった長所がある。
窓付きドアのエレベーターは、主にマンション・団地などの集合住宅、鉄道駅、一部の商業施設などで見かける。防犯カメラのついたものは、集合住宅や一部のオフィスビルで見受けられる。
また、深夜になると各階へ昇降する際、途中階全てに停止するエレベーターもある。たとえば1階から5階へ向かう際、2階・3階・4階で停止しドアを開ける手順を経過することになるので防犯の効果は高くなる。その反面、昇降に時間がかかり効率を悪化させるという欠点がある。

#### バリアフリー構造
本項目では、バリアフリー構造について紹介する。
かごの奥側の側面には鏡が設置されていることがある。これはエレベーター利用者が車いすを使用している場合、前を向いたまま室内に入ることになるため、狭い室内では車いすに乗りながら転回することができないことを考え、後ろ向きのままエレベータから降りられるように考慮して設置されているものである。
車椅子などで乗り込んだ際、降りるときも前進で降りられるように出入り口をかごの前後に配置した形式がある。これを「ウォークスルー式」または貫通2方向型という。貫通2方向型の機種は、大規模病院や事業所などでストレッチャーや貨物搬送の都合から採用することがある。
建物の構造上、貫通2方向型が設置できない場合などのために、前面と側面の2方向にドアが配置された直角2方向型の機種もある。駅舎やペデストリアンデッキのエレベーターに多い。乗客には降り口が判別し難い場合があるので、目的階に到着すると「後ろのドアが開きます」や「こちらのドアが開きます」などの音声によって降り口が案内される。
他には手摺を付けて車椅子で移動しやすくしている場合がある。

## 駆動方式

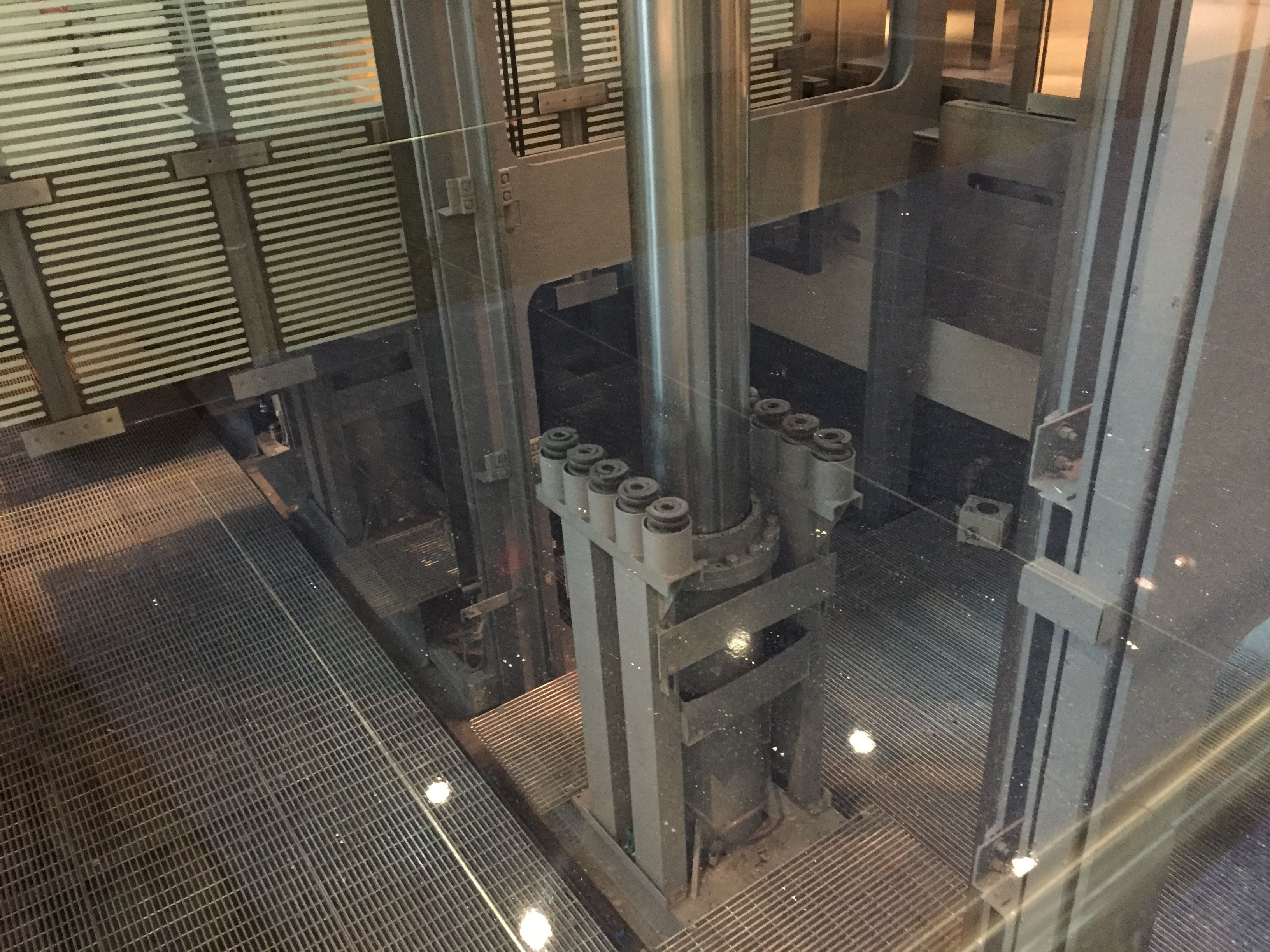
油圧式エレベーターの底部

### トラクション式
昇降路の直上や昇降路内に設置された巻上機を用い、ロープで接続されたカゴとバランスウェイトをガイドレールに沿って上下させる。従来のものは巻上機が昇降路上部にあるものが多いが、1990年代以降に普及したマシンルームレスと呼ばれるものは部品の小型化により巻上機が昇降路内に設置されている。これにより機械室のスペースが不要となった。
トラクション式の派生として、かごが2階建てになっているダブルデッキエレベーターがある。一つの昇降路にかごを2つ配置することで、エレベーターのスペースに対する輸送力が約1.5〜1.9倍向上し、その分建物のエレベーターに充てるスペースを節約できるメリットがある。一方、片方のかごの利用者がもう片方のかごの乗降を待たなければならないというデメリットもある。
従来、2つのかごは一定間隔に固定されていたため、建物はエレベーター停止階の階高(隣接する階床の距離)を一定にしなければならず、建築上の制約となっていた。これを解決するため、2つのかごの距離を停止階に合わせて拡大・縮小できるダブルデッキエレベーターが開発された。

### 巻胴式
4人乗りなどの小型エレベーターでは、さらなる省スペースのためにバランスウェイトを設置しないことがある。この場合はカゴと乗員の負荷全てを巻上機が負担することになる。速度がかなり遅いなどの欠点がある。

### 油圧式
乗用では機械室を設けるスペースがない、荷物用ではより大きな出力が必要などの理由で設置される。油圧式には3種類あり、油圧シリンダーで直接カゴを駆動する直接式、ロープを介する間接式、油圧ジャッキを用いるパンタグラフ式がある。直接式はロープやバランスウェイトが不要である。マシンルームレスの登場や巻上機の改善により、1997年以降減少傾向にある。

### 水圧式
水圧式は油圧式の亜種であり、量産機種ではOTIS社のスペックエコのみで採用されている。直接油圧式と同じ仕組みをとり、油の代わりに水を使用して臭いを解消した。
歴史的には水圧式エレベーターが先に登場し、低温稼働性・潤滑性・防錆性に優れた油圧技術・油圧式エレベーターに切り替わっていった経緯があり、油圧を英語でHydraulicと呼ぶ。

### ラック・アンド・ピニオン式
かごに取り付けられた歯車を電動機などで回し、エレベーターシャフト・ガイドレール側のラックと噛み合わせた、ラック・アンド・ピニオンで昇降する。アリマックヘック社の垂直式エレベーターや、いす式階段昇降機などの斜行エレベーターに見られる。

### スクリュー式
かごに取り付けられたナットを高速回転させて昇降路に取り付けられたボルトを利用し昇降する。耐久性と抵抗削減の為、ボールねじが使われる。量産機種では日本エレベーター製造のSC309のみ採用している。

### リニアモーター式
ガイドレールと共にリニアモーターを取り付け、その動力でカゴを上下させるもの。摩擦の影響を受けないため高速運転に向くなどの利点があるが、設置コストが非常に高いためほぼ採用されていない。米ジェラルド・R・フォード (空母)の就役遅延・建造費高騰の一因は、リニアモーター式を採用した先進型兵器エレベーター（Advanced Weapons Elevators＝AWE）の開発遅延・誤作動頻発にあるとされた。

### 空圧式
2000年にアルゼンチンで発明された方式で、空気圧を利用した独特の構造になっている。主に家庭用の小型エレベーターに使用されている。

## 制御方式

### 制御方式の歴史
昭和40年代頃までは半導体技術が現在のように発展していなかったために、エレベーターの制御回路にはリレー式シーケンス制御が採用されていた。速度制御、ドア開閉制御、呼び出し制御、混雑回避制御などありとあらゆる制御回路が数百個から数千個にも及ぶ大量のリレー群とタイマーリレー、その他機械式接点によって構成されていた。リレー式回路は主に手作業で制御回路を構築するので、回路設計、回路変更に多大な費用と労力が掛かるものが多かった。さらに接点の接触不良や焼き付きなどの動作不良も多く、メンテナンスマンを大いに悩ませたが、交換パーツの調達性は今日でも良好である。
昭和50年代に入ると半導体産業やコンピューターテクノロジーが隆盛し、エレベーターの制御回路にもマイコン方式が取り入れられた。これによって機器設置、回路設計の負担が減り、高品質で多彩な運転制御が可能になった。特にモーター制御では加減速制御の品質が一段と飛躍した。巻上げ電動機には1980年代前半まで、高速のものには直流電動機が、低速のものには誘導電動機が用いられ、速度制御方式はそれぞれワードレオナード方式と極数切替法、次いでパワーエレクトロニクスの発展によりサイリスタなどによる電動機入力電圧制御に移り変わった。1983年に交流電力のVVVFインバータ制御がエレベータ向けにも実用化された。それ以降、高速低速ともにインバータによる誘導電動機駆動を経て、現在では永久磁石同期電動機駆動の巻上機が主流となった。
一方、油圧式エレベーターでは流量制御バルブによる制御が用いられ、油温や積載荷重により走行性能の変動を受けやすかったが、1980年代後半以降はマイコン制御化やバルブの改良により解消された。また、1990年代に入ると規格型エレベーターを中心にVVVFインバータ制御方式が広く普及し、乗り心地向上や省エネ、走行時間短縮を実現している。
これらの技術革新によって、現在では各階への停止位置をミリ単位で微調整することが可能とされている。
なお、半導体制御化が進んでいるが、重要な箇所にはリレーが残っている。リレーは信号側と動作側が電気的に絶縁されているので大電流に強いこと、電磁波ノイズに強いこと、昔に比べ動作の信頼性が高くなっていることもあいまって、現在でも主回路、ドア制御回路などの重要な箇所にリレーを部分的に使用しているメーカーは多い。

### 停止階制御
1つの建物で複数のエレベーターが並んでいる場合、それらを同じように各階に止めていくのは効率が悪い。特に、デパートなど、特定のフロアなどに客が集中する場合には、その階へ優先的に輸送することが望ましい。そのため、エレベーターの制御の単独化や、特定階の不停止制御（フロアカットもしくはサービスカット）を行い、一部の階だけに停止させる急行運転（あるいは直通運転）を行なうこともしばしば見受けられる。また、事務所ビルでは、最終退館者が防犯機器を操作した時点でその階を通過し、最初の出勤者が入館手続きを取ると停止するというシステムを採用するケースもある。屋上階には停止しないというシステムも、防犯上の事情から実行されている。

### 乗り心地
エレベーターに乗ると、身体が床に押し付けられたり上に引っ張られたりするような感覚がある。これはエレベーターの速度の変化によって生ずる加速度が搭乗者に働くからである。速さが激しく変わるようなエレベーターは搭乗者にとって不快である。また、かごをガイドするガイドレールの取り付け方によっては横方向の揺れが発生し、乗り心地は大きく変化する。超高層ビルで運用されるエレベーター（最下階から最上階まで直通するような速度の速いエレベーター）ではレールの歪みやレール取り付け方法、加速度のコントロールに細心の注意が払われている。横浜ランドマークタワーのエレベーターは床面に立てた硬貨が倒れないほどに乗り心地がよいといわれる。これは、加速制御の巧みさだけでなく、ガイドレールの配置や歪みにまで丹念に作りこまれているからである。

### 構内外共用型
一部の鉄道駅などには「構内外共用型」というエレベーターが存在する。これは、1台のエレベーターで「駅外と改札外コンコース」「改札内とプラットホーム」の移動のみを可能とするもので、近畿日本鉄道吉野線福神駅で日本初の設置が成された。乗った場所により降りられる場所が決められており、「駅外とホームや改札内」や「改札外とホーム」などの直接移動はできない。通常、「改札内」と「改札外」は同一平面となるため、かごの扉は2つある場合が多い。本来2台以上が必要なものが1台ですむため、設置やメンテナンスのコストが大幅に節減できる反面、利用者はかご呼び出しから乗れるまでの時間がかかる場合がある。そのため、エレベーターの利用が少ない、小規模な駅に設置される場合が多い。交通バリアフリー法の施行を機に敷地の問題やエレベーターシャフトの設置スペースに制約のある駅の改修工事において採用されるケースも出てきた。

### シークレットコール
鍵や暗証番号を入力しないと呼出しボタンや行き先ボタンが機能しないエレベーター。認知症の入居者が不用意に外出してしまうのを防ぐため、特別養護階のある老人ホームに設置されているほか、建物所有者の自宅階や店舗・病院の従業員などといった、特定の人物以外の利用を制限したい場合にも用いられる。逆のパターンとして、かご内の操作盤でカードキーや特定のコマンドを入力することによって着床を行う階が設定できるエレベーターもあり、特定階への部外者の立入を制限したい場合に設定される。企業の本社ビルで特定階が丸ごと役員室になっている場合が該当する。類例としてビジネスホテルにて上下ともフロント階に必ず停止させ扉越しに乗客を確認するなど、外来者も使用するエレベーターでは停止階制御の機能が持たされることがある。

### 監視カメラとの連動
監視カメラで常に人の動きを感知し、激しい動きがあると注意を促すアナウンスが流れるもの。エレベーター内で争い等が起きたときや、防犯に有効である。

## 速度
エレベーターの速度は一般的に45 m/min – 105 m/min。上り世界最速のエレベーターは中国・広州市の「広州周大福金融中心」にある75.6 km/h (1,260 m/min) の日立のエレベーターで、下り世界最速のエレベーターは横浜ランドマークタワーにある45 km/h (750 m/min) の三菱電機のエレベーターである。
高速度を出す技術よりも、高速度の状態から安全に止める技術の方が難しいため、高速エレベーターでは下りのスピードを上りよりも抑えることが多い。

## 定員・容量
日本では建築基準法の規定により、一人を65 kgと見積もって定員を計算する。かごの大きさは小型で1 m四方ほど、大型では2 m以上のものもある。日本でトップクラスの乗用大型エレベーターは、1970年日本万国博覧会（大阪万博）の日立グループ館に設置された、130人・8,350 kgの内径6 mのカゴが二台連結された、日立製の二階建て油圧エレベーター（現存しない）である。

## 機器の設置・運用・管理

### 開発
エレベーターを開発する際には、テストする際に実際のビルと同じ高さの建設物が必要となる。そのため、各社ではテスト塔とよばれる高い建設物を作り、製品の安全性、機能性などをテストしている。

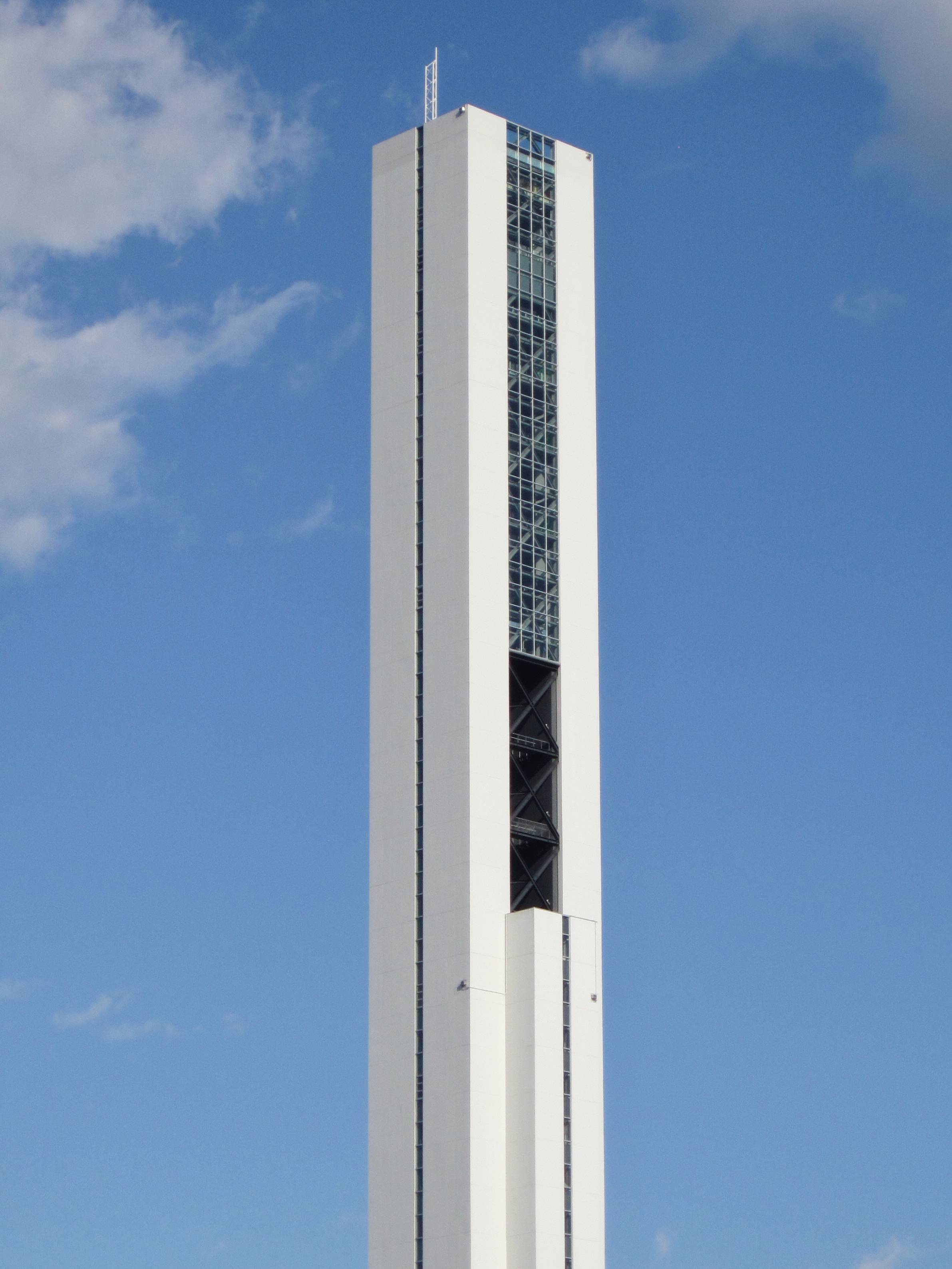
日立の研究塔 G1TOWER 高さ世界一213.5 m
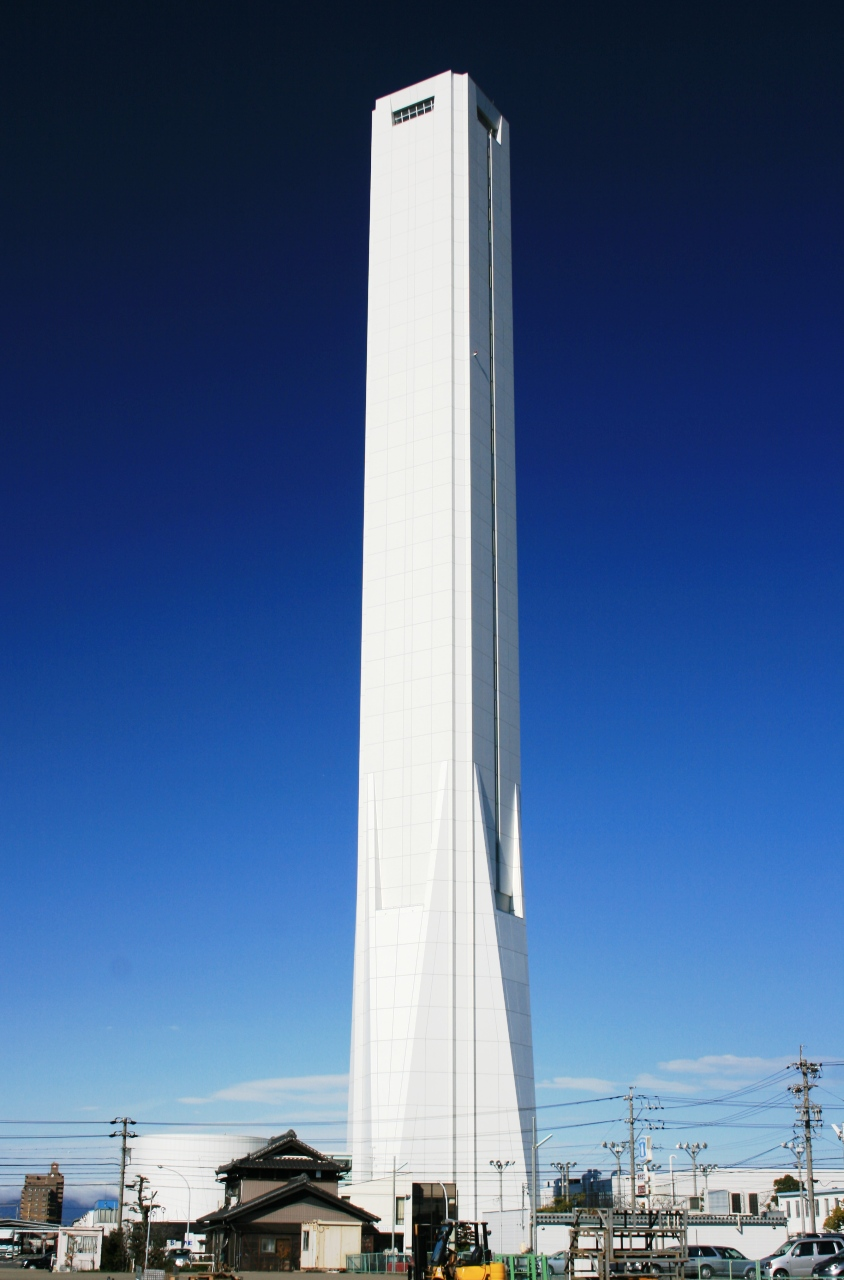
三菱電機の試験塔 SOLAÉ 高さ173 m
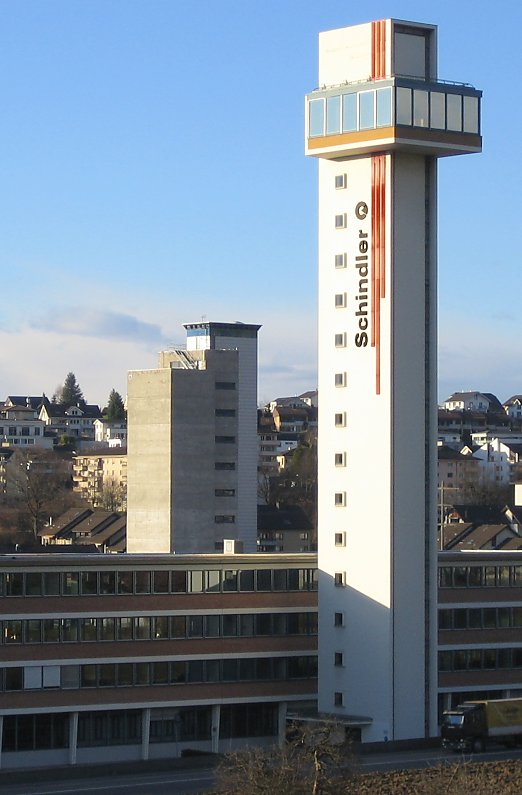
シンドラー社の試験塔

### 設置
オフィスビル等の高層建築物には、エレベーターが必須である。日本などでは高齢化などのためバリアフリーの重要性も高い。また、近年経済発展のめざましい中華人民共和国は、ビルなどの建設ラッシュであるため、エレベーターを製造するメーカーの競争は激しい。各メーカーでは差別化を図る意味で、さまざまな機能などが付けられたエレベーターが製造され存在する。臨時に建築物に付けられる物として荷揚機・瓦揚機などもあり、建築物以外にも船舶艦艇（揚弾機含む）・陸上車両内外（リフター付はしご自動車・パワーゲート・バス内他）・大形航空機内等にも設置されたエレベーターが存在する。

### 運用

#### 防災

##### 建物避難時
基本的に火災時の避難には使用しないことと表示されている。しかし、マンションの高層化に伴い東京消防庁は停電対策の予備電源や防災センターとの通信設備などの厳格な要件を課した上で条件を満たす場合には火災時の避難にエレベーターを使うよう指導することとなった。

##### 耐震基準
アメリカ西海岸の地域は地震多発地域でありカリフォルニア州法はエレベーターに関する耐震規定が設けられている。

#### 防犯
エレベーター内は構造上密室になりがちであるため、痴漢などの犯罪が発生する可能性が少なくない。そのため、エレベーターには管理会社へ通報できる装置が備えられている。

##### 自主防犯
乗客の自主的な防犯対策として、以下のものがある。
- 乗る前に周囲に不審人物がいないか確認する。
- 乗ったら壁を背にし非常ベル等のボタンが押せる場所の前に立つ。
- 不安を感じたら全ての階のボタンを押し、開扉したらすぐに降りる。
- なるべく見知らぬ人と2人きりで乗らない。

### 管理
エレベーターは可動や経年変化によって消耗する部品があり、定期的なメンテナンスを必要とする。メンテナンスを行わないエレベーターは重大な事故を招きかねない。

### 寿命
エレベーターの寿命は機器全体として考えた場合は長く、25年前後使用されることが多い。法定償却耐用年数は17年と定められている。ただし、電子部品やワイヤー、軸受などはほぼ10年など、個々の部品の寿命は一般的な物理的寿命と大差ない。寿命を迎えた場合には、一式取り替える撤去新設工事だけでなく、リニューアル・延命工事も広く施工され、巻上機やかご・レールはそのまま使用するが、電動機や制御機器を最新型のものに取り替えて最新型と同等の性能を発揮できるようにする。特に1980年代以前に製造されたエレベーターは遅くとも2012年までに部品供給の停止が予告されているので、リニューアルは必須となる。

## 日本におけるエレベーター

### 法令等
日本においては建築物に設置されるものは建築基準法の適用を受ける。また、労働基準法指定事業所に設置されるものには労働安全衛生法の適用を受ける。
日本で昇降機（エレベーター、エスカレーター、小荷物専用昇降機等）を建築物に設置する場合は、建築基準法の規定に基づく確認・完了検査を受けなければならない。しかし、建築基準法で定める昇降機であるにもかかわらず、建築基準法の規定に基づく確認・完了検査を受けずに設置されている昇降機を違法設置エレベーターという。
建築基準法や各種法令では、5階建以下の建築物（集合住宅、雑居ビルなど）ではエレベーターの設置が義務づけられていないが、6階建以上の建築物を建てる時は、（屋上を除く）全ての階に停止するエレベーターの設置が必須となり、設置していない建物には建築許可が出ないが、昭和50年代以前に建築された古い集合住宅だと、一部の階にしか停止しない（全ての階に停止しない）「スキップフロア型」を採用しているのもある。
特に工場や作業場等に多数設置されている、労働安全衛生法で規定される荷物用エレベーターや簡易リフトは、労働安全衛生法と共に一般のエレベーターと同様に建築基準法の規定も適用される。特に労働安全衛生法で規定されている簡易リフトは、かごの床面積により建築基準法で小荷物専用昇降機に規定されるものを除き、その多くは建築基準法に規定されるエレベーターの基準が適用されるが、その基準を満たしていないものが数多く設置されている。
さらに、昇降路の壁が設定されていないなど建築基準法はもちろん、労働安全衛生法の簡易リフトの規定すら満たしていない非常に危険な違法設置エレベーターも数多く設置されており、毎年全国の工場等で多数の死傷事故が発生している。こうしたことから、全国の特定行政庁および労働基準監督署は、違法設置エレベーターに関する周知活動等を行っている。
斜行エレベーター（いす式階段昇降機などを含む）・水平エレベーターと、鉄道（ケーブルカー・産業用モノレール含む）・鉄道型遊戯施設の基本構造上の区別は曖昧であり、管轄法規が峻別している。
小は荷揚用リフトを含む建築用リフトは、建築基準法の適用を受けないが労働安全衛生法の適用は受け、製造設置は労働基準局長への届け出が必要で、積載荷重0.25トン以上でガイドレールの高さが10m以上になると建設用リフト運転士が担当する必要がある。

### 法令上の区分
エレベーターとは、建築基準法第34条で規定される「昇降機」の一種別である。なお、この「昇降機」は建築基準法施行令第129条の3の規定により、大きく「エレベーター」、「エスカレーター」、「小荷物専用昇降機」の3種類に分けられている。

#### エレベーターの種別
建築基準法で規定される「エレベーター」には以下の用途種別が定められている。
乗用エレベーター
主に人の輸送を目的とするもの。マンションや公団住宅、オフィスビル、商業施設、宿泊施設、総合病院、一戸建て住居などに設置されている。特に住戸内のみを昇降するエレベーターでかご床面積が1.3 m2以下のものは、ホームエレベーターという（別記記載）。また、マンション等では、かご内にトランクが設置されている場合があり、寝台やストレッチャーに乗せた患者の病院への搬送や、棺桶を上げ下げするため等に使用される。
人荷共用エレベーター
人および荷物を輸送することを目的とするもの。法規上の取扱いは乗用と同じ。
寝台用エレベーター
主として病院、養護施設等で用いられ、寝台やストレッチャーに載せた患者を輸送することを主目的としていることから、法規上の取扱は乗用より緩和されている。建築基準法施行令第129条の3により寝台やストレッチャーを日常的に使用する建物以外への設置は禁じられている。また、多人数が乗り込む場合を考慮し、乗用エレベーターを併設することもある。
荷物用エレベーター
主に荷物を輸送する目的のためのもの。荷扱者または運転者以外の利用は不可。なお、労働安全衛生法で規定される「簡易リフト」にも、建築基準法で規定される「エレベーター」もしくは「小荷物専用昇降機」の規定が適用される。
自動車運搬用エレベーター
主に駐車場に設置され、自動車を輸送することを目的とするもの。
小荷物専用昇降機
次の3つの条件を全て満たしたものとなる。
1. かごの床面積が1平方メートル以下
2. かご天井の高さが1.2 m以下
3. 積載量が500 kg以下

主に物品の運搬を目的としたもので人が乗ることはできない。かつては「ダムウェーター」という名称だったが、dumbwaiterがdumb（物の言えない, 口のきけない）waiter（給仕人）として差別用語にあたるため、小荷物専用昇降機に変えられた。建築基準法の条文も同様に変更されている。労働安全衛生法で規定される「簡易リフト」は、上記の1・2のいずれか一方でも満たしていれば該当する。

#### 特殊な構造または使用形態のエレベーター

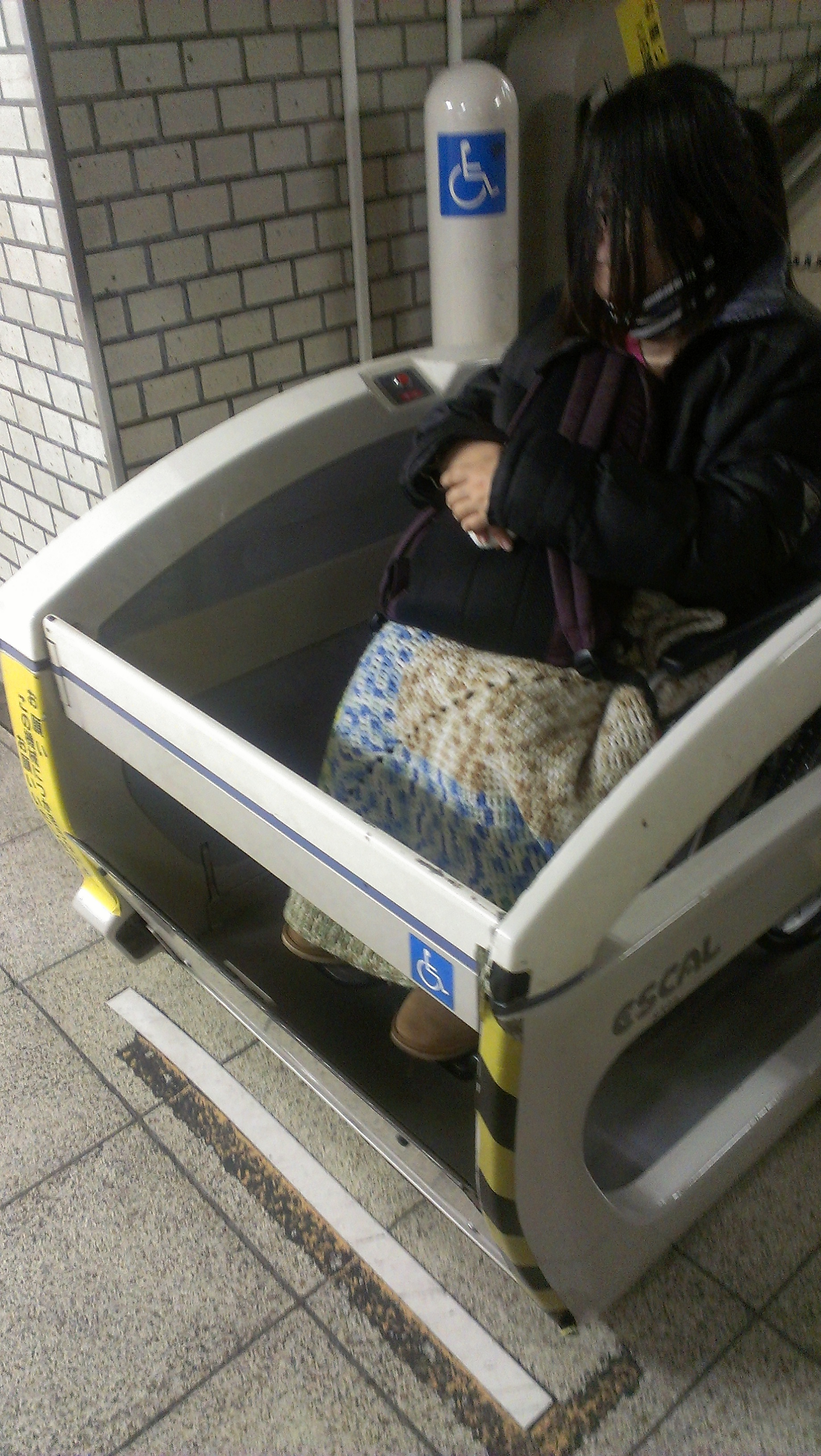
主に鉄道会社が設置している車いす昇降装置 エスカル

建築基準法に規定されるエレベーターは、前記に規定されるもの以外に以下のものが規定されている。
天井救出口がないエレベーター
かごの天井部に救出用の開口部を設けないエレベーター。
オープンタイプエレベーター
昇降路の壁または囲いの一部を有しないエレベーター。
昇降行程が短いエレベーター
昇降行程が7 m以下の乗用エレベーターおよび寝台用エレベーター。地震時管制運転装置など一部の安全装置が緩和されている。
定格速度が速いエレベーター
かごの定格速度が240 m/min以上の乗用エレベーター。
ホームエレベーター
かごが住戸内のみを昇降する昇降行程が10 m以下のエレベーターで、かごの床面積が1.1 m2以下のもの。通常の乗用エレベーターと比較して安全装置の一部が緩和されている。また、建築基準法第12条に規定される定期報告が義務付けられていない。
かごの戸、天井などがない自動車用エレベーター
自動車運搬用エレベーターで、かごの壁または囲い、天井および出入口の戸の全部または一部を有しないもの。
ヘリポート用エレベーター
ヘリコプターの発着の用に供される屋上に突出して停止するエレベーターで、屋上部分の昇降路の囲いの全部または一部を有しないもの。
ロングスパンエレベーター
資材や作業員を搬送する建設工事用の幅の広い仮設のエレベーター。
段差解消機

車いすに座ったまま使用するエレベーター。かごの定格速度が15 m/min以下かつその床面積が2.25 m2以下で、昇降行程が4 m以下または階段および傾斜路に沿って昇降するもの。なお、荷物用のリフトはこの規定によらない。
いす式階段昇降機
階段および傾斜路に沿って一人の者がいすに座った状態で昇降するエレベーターで、定格速度が9 m/min以下のもの。

#### 非常用エレベーター

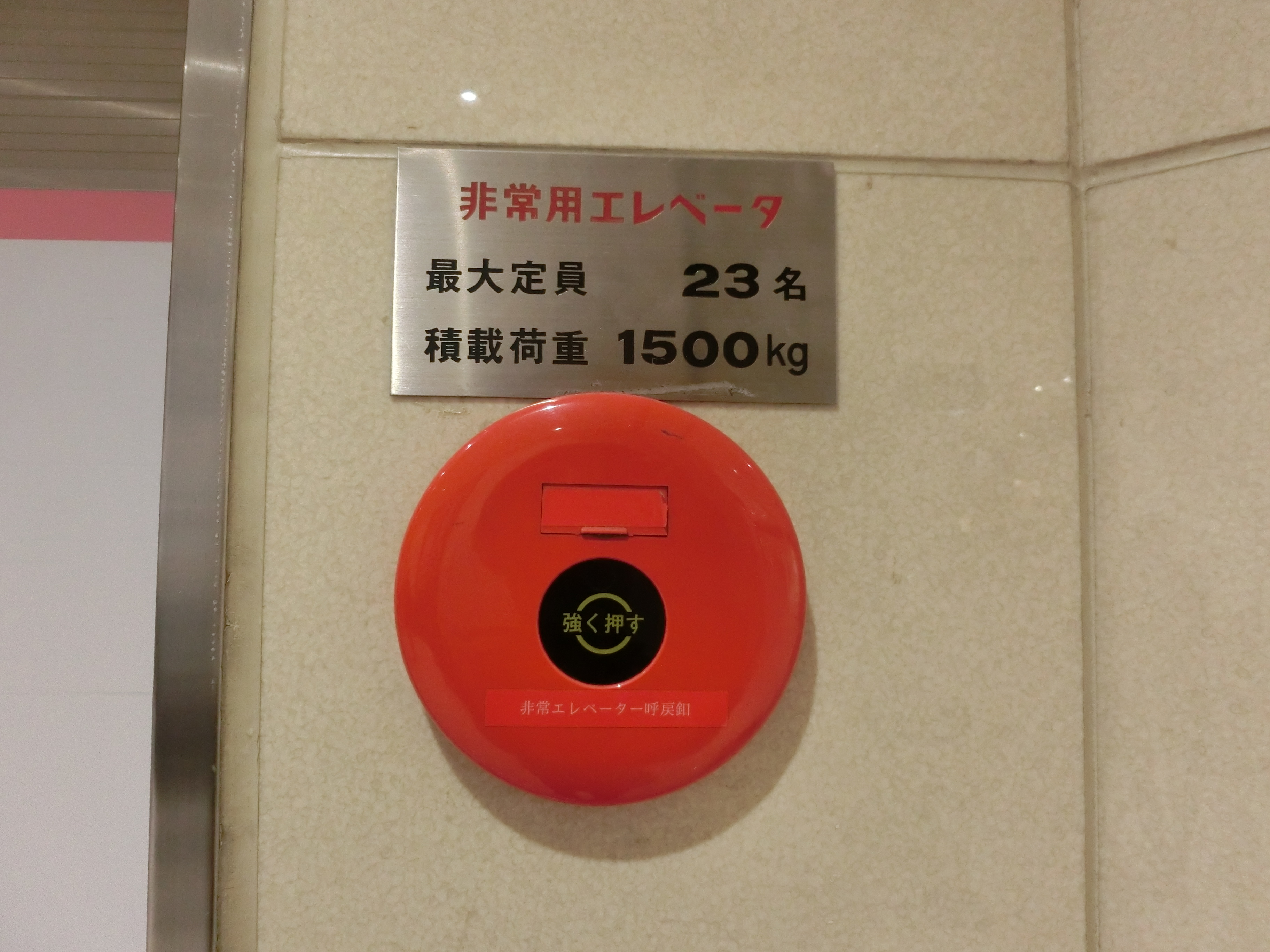
非常用エレベーターを示すプレートとかご呼び戻しボタン

建築基準法（第34条2項）により、地上からの高さが31 m以上あるか、または45 mあるかまたは、地上11階以上（一部のマンションでは16階以上）の建築物には、一般用のエレベーターのほかに、非常用エレベーターの設置が義務付けられる。これは災害発生時に高層建築では消防隊が階段を上がって救出に向かうことが困難であるためであり、専用運転に切り替えられる装備をもつ。また地上から10階以下では設置は義務付けされないが設置されているケースもある。
非常用エレベーターは、火災等で商用電源が遮断されても運転できるよう非常電源（ディーゼル発電機など）から電気が受けられ、電線も普通の火災で焼けないよう耐火電線を用いて配線する。
かつては機械室がないタイプは一切認められていなかったが、2015年の国土交通省告示の改正により、駆動装置・制御盤等を、最上階フロア床面より上方に設置した機械室無しタイプは非常用エレベーターとして適用することが認められた。この告示はその後2017年に再び改正され、IPX2以上の防水措置を講じることで、最上階の床面よりも下方に制御盤や駆動装置を設置することができるようになった。
またかつては他の一般用エレベーターよりも速度が遅い仕様が多かったので（現在は最上階まで1分以内に到達できることが条件で、60 m/minが下限）、乗用として使用されることはほとんどなく、通常時は荷物輸送やビルメンテナンス要員・警備員の移動に用いられてきた。そのため用途種別はほとんどの場合「人荷用」となっており、最近の一部を除き一般客の目に触れないように設置されることが多い。一部の建物では、一般客が利用するエレベーターと非常用エレベーターを兼用している建物もある。
なお、非常用エレベーターは設置されている建物の全ての階に停止でき、かつ全階のエレベーターホールにはかご位置を知らせるインジケーターを設置しなければならず、エレベーターホールも防火戸等により煙や炎を完全に遮断することができる構造が必要になる。乗場には非常用エレベーターを示す、赤文字で「非常用エレベータ」、その下に最大定員と積載荷重を記載したプレートを掲示しなければならない。定員は最低で17名（積載荷重1,150 kg）と定められている。消防隊専用の装備として、主に1階か避難階に設置され、押すと他のかご内および、乗場の呼びを全て解除し呼び戻しボタンのある階へ直行する「かご呼び戻しボタン」、建物管理者や警備員から鍵を借りて操作すると消防隊専用に切り替わる「一次消防・二次消防切り替えスイッチ」がある。
一次消防運転では乗場呼びが無効になり、一種の専用運転となる。二次消防運転では乗場の戸閉検出装置が無効となり、かごまたは乗場の扉が閉まらない状態でも走行可能になるが、速度は最高でも90 m/minに制限される。

### 製造メーカー
- 日本の主なメーカー（大手）
  - 三菱電機ビルソリューションズ - 三菱電機より昇降機事業を移管。2022年4月に三菱電機ビルテクノサービスから社名変更。
  - 日立ビルシステム - 国内市場の設計開発部署を2014年に日立製作所から移行し、実質的な全面移管。海外市場は日立本体が行う。
  - 東芝エレベータ - 2001年に東芝より昇降機事業を全面移管。
  - フジテック - 日本の4大 大手の中で唯一電機メーカーに属さない専業メーカー。近年エアコンを標準搭載したモデルなどを精力的に発表し、国内シェアを押し上げている。
  - 日本オーチス・エレベータ - 昇降機世界シェア1位を誇る米国オーチス・ワールドワイドの日本法人。米国本社が日本初のエレベーターを日本銀行に、日本初のエスカレーターを三越日本橋本店に納入した。日本では東洋オーチス・エレベーター(第二次世界大戦中は東洋昇降機、東洋造機、東洋オーチス・エレベータ等複数回社名変更)を経て現在の社名になる。
- 日本の主なメーカー（中堅・小規模）
  - 三菱日立ホームエレベーター - 2000年に三菱電機と日立製作所のホームエレベーター事業が統合して設立した企業
  - パナソニック - 住宅用のみの販売（パナソニック エレベーター）となっている。過去に販売したNational OTISブランドの純正保守は日本オーチス・エレベータが担当。
  - 三精テクノロジーズ
  - エス・イー・シーエレベーター - 詳細はメンテナンス（保守）を参照のこと。
  - 横浜エレベータ
  - 三洋輸送機工業
  - 守谷輸送機工業
  - 中央エレベーター工業
  - 日本エレベーター製造 - スクリュー式エレベーター開発の経緯から、駅舎のエレベーターに強みを持つ。
  - ダイコー
  - 日本エレベータ工業
  - クマリフト - 工場向けの荷物用・人荷用エレベーターや低層階や雑居ビルなど向けの比較的小型なエレベーターに強みを持つ。[58]
  - アイワ
  - ワタベ産業
  - 朝日輸送機
  - 日東エレベーター - 防爆型エレベーターなど、自社独自開発の特殊エレベーターに特化する。
  - IHIトレーディング - 大手総合重機メーカーであるIHIグループ。車用輸送機を得意とする他、乗用エレベーターも販売している。
  - エレベータシステムズ - エステムのブランドでエレベーターを販売する。独立系保守会社としての顔も持つ。
  - 富士エレベーター工業
  - 東洋ハイドロ - 社名にあるハイドロの通り、油圧式エレベータ専業メーカーとして発足した。現在はロープ式エレベーターも製造する。
  - 日本機器鋼業 - ヘリポート用特殊昇降機や舞台昇降装置を得意とする。各種乗用や貨物用エレベーターも製造する。
- 船舶用の主なメーカー
  - 潮冷熱
  - 守谷輸送機工業
  - シンドラーグループ
  - 三菱重工
  - コネ - 東芝エレベータに出資しており協力関係にある。そのため、同社のダブルデッキエレベーターは東芝エレベータからのOEM。
- かつて存在したメーカー
  - シンドラーエレベータ - 旧・日本エレベーター工業。2006年のエレベーターでの死亡事故発生後は規模を縮小し、2016年秋に日本でのエレベーター・エスカレーター事業から撤退。その後、捜査・訴訟に対応する企業として存続していたが、2021年に清算された。事業撤退以降、日本におけるシンドラー社製（旧・日本エレベーター工業製も含む）のエレベーターの保守点検・修理・改修は日本オーチス・エレベータが引き継いで行っている[注釈 5]他、グループであった、シンドラーエレベータ純正兼独立保守会社のマーキュリーアシェンソーレ（現マーキュリーエレベータ）は同社に譲渡され、完全独立系となった。なお、大阪府に本社を構える日本エレベータ工業とは資本関係もなく、全く関係はない。
  - 日本エレベーター製造 - 旧東松工作所。1915年に前身の東松工作所が製造した、わが国初の国産化した乗用エレベーターとなった「東松式エレベーター」と呼ばれる押しボタン式全自動エレベーターが大阪本町の呉服店に設置された。その後東松孝時はわが国最初の法人組織日本エレベーター製造を1919年に設立した。当時、関西方面の建築設計界で活躍していた片岡安博士を社長に東松孝時は常務取締役となって自身が経営する東松工作所を継承した。当初は交流一段制御の低速交流エレベーターが主体であったが、1931年には明電舎と協力して国産技術による初の90 m/min直流エレベーターを製造した。当時は一社で電気品と機械品をすべて製造するのは難しかったため、電気品は専門メーカーの協力を得ていた。その後国産技術の奨励の時流に乗り1936年に新しく完成した国会議事堂のエレベーター一式を納入するなど、国内トップメーカーとして多くの業績を上げた。1936年に日立製作所に買収され、販売、据付、保守を分担する会社として存続したが、1940年に解散してエレベーター事業は日立製作所に一本化された。日立製作所に買収されるまでに合計約3,000台のエレベーターを製造した。なお、現日本エレベーター製造とは別会社である。NationalOTIS製エレベーターパネルの表示例

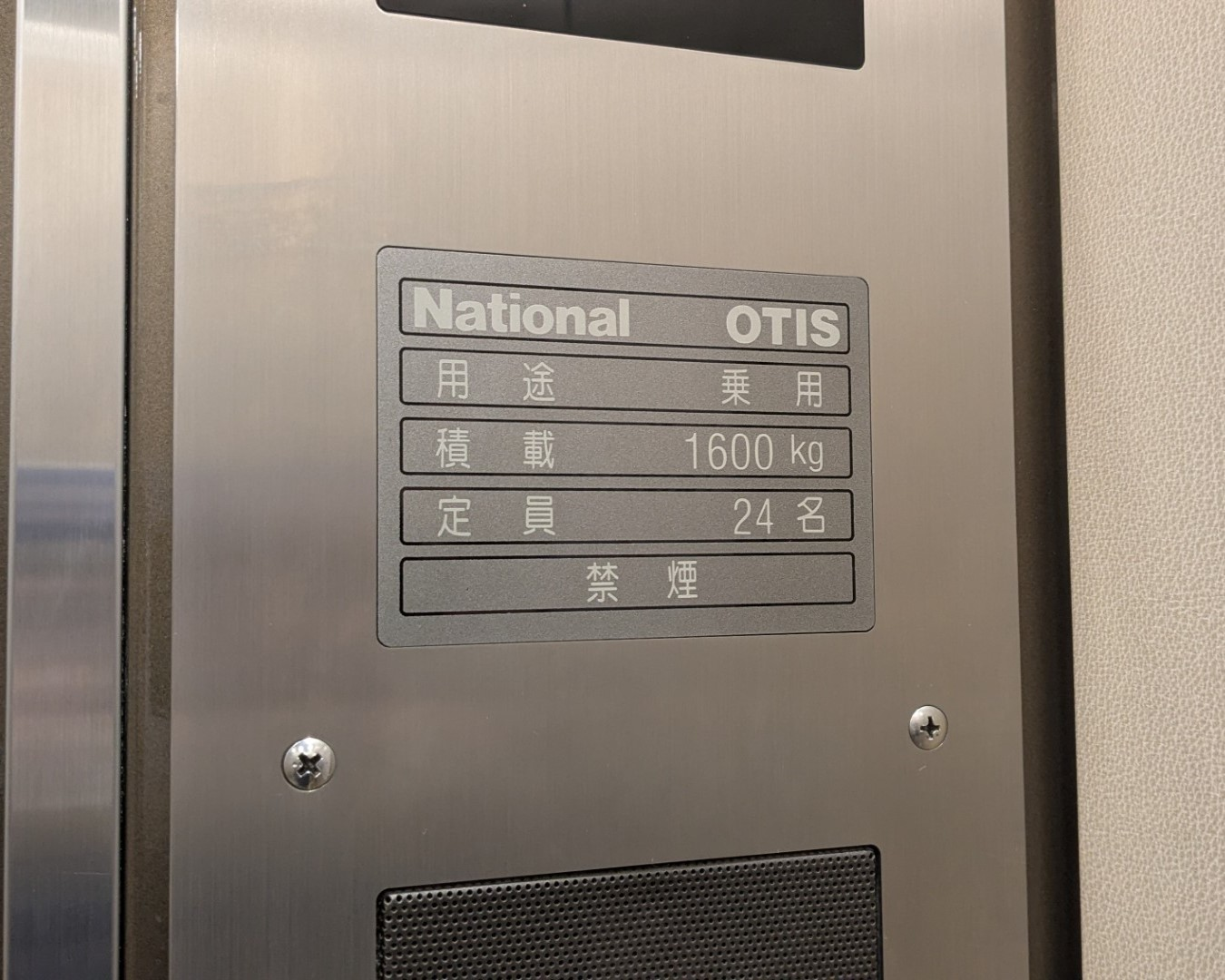
NationalOTIS製エレベーターパネルの表示例

  - コネ - 2002年に第三者割当増資により、東芝株を取得したことで東芝との資本関係を構築。[59]実験棟に共同でエレベーターを開発するなどしていたが、2015年に日本から撤退。純正保守は東芝より昇降機部門を全面移管した東芝エレベータが引き続き請け負っている。
  - National OTIS - 日本オーチスが松下電器（現パナソニック）の持ち分法適用会社であったことから、松下電器が日本オーチス製のエレベーターをNational OTISとして販売していた。

2022年現在、日本国内での総据付台数ベースでのシェアは以下のとおり。
- 1位 三菱電機
- 2位 日立ビルシステム
- 3位 東芝エレベータ
- 4位 フジテック
- 5位 日本オーチス・エレベータ

以上の5社でシェア約9割を占め、以降をシンドラーエレベータ、中央エレベータ工業等がその他を占める。
以前、フジテックは2007年の時点では大手5社の中で最下位であったが、近年エクシオール（同社製現行主力製品。エアコンを標準で搭載している。）を大規模に展開するなど日本全国でシェアを急拡大し、国内4位に躍り出た。
小荷物専用昇降機は上記の5社も生産しているが、これに限ればクマリフトがシェア1位となっている。なお、三菱電機の小荷物専用昇降機は子会社の菱電エレベータ施設（自社ではRYODENブランドの「リョーデンリフト」として販売。日本オーチス・エレベータにも供給）のOEMである。フジテックは精電社のOEMで小荷物専用昇降機のみの設置は認めていない（同社製エレベーター・エスカレーターと同時設置でなければ販売しない）。
メーカーの選定に際しては、建物所有者の資本系列や融資元金融機関の系列が絡むことが多い。例えば、丸の内ビルディングや横浜ランドマークタワーなど三菱地所が所有する建物では、必然的に三菱製が採用されることになる（ただし、横浜ランドマークタワーのプラザ棟のように、メーカー名が伏せられているがパネル形状から明らかに日立製とわかるなど例外がある）他、三井不動産系のビル、ららぽーと等ではフジテック製エレベーターが多く採用されている。また、ラゾーナ川崎のように、東芝の土地に出来た建物も東芝エレベータが使われている。さらに特殊な事例として、茨城県内では日立製作所が創業した日立市があることから比較的県内（茨城県庁、日立市庁舎、コートホテル水戸、クラウンホテル勝田2号店等）では日立製のエレベーターが採用されることが多くなっている。
逆に大手スーパーマーケットチェーン、一般工場、財閥系を除く不動産業者による賃貸マンションや分譲マンションなどは建物によってさまざまであり、これは設計事務所が設備設計を行う際に、参考としてメーカーが設計図面上で選定されていることが多いものの、エレベーターの確認申請は建築設計図面とは別に提出され、メーカーを変更しても特に問題はないためであり、施工段階で、元請業者による見積もりが取られた際に、元請業者によって安価なメーカーが選ばれる事が多いためである。一部マンションなどでは、保守点検の効率化・コスト削減などの観点からデベロッパーの管理会社によってメーカーが指定されることもしばしばだ。
メーカーの業種は大抵「機械」だが、三菱電機ビルソリューションズと日立ビルシステムだけは「建設業」となっている。この2社はそもそも建築物管理業であることに因む。

### メンテナンス（保守）
メンテナンスはメーカー自身、もしくは系列のメンテナンス会社が行うケースがほとんどである。一方、メーカー系列に属さない独立系メンテナンス会社もある。比較的割高なメーカー系のメンテナンスに対して、近年は安価な料金を掲げる独立系メンテナンス会社への切り替えも見られる。1980年代に独立系メンテナンス会社に対するメーカーの部品売り渋りが問題となり、独立系メンテナンス会社がメーカーを相手取って裁判を起こし、10年がかりで勝訴した。しかし、メーカーと独立系メンテナンス会社との関係が険悪なのは現在も変わらず、2009年に国土交通省が行った実態調査でこれが浮き彫りになった。独立系メンテナンス会社は業界団体の日本エレベーター協会からも事実上排除されており、加盟している会社はほとんどない。東芝エレベータは独立系メンテナンス会社に対する部品供給について価格・納期などで厳しい条件になると公言していた（現在は独立系に言及した記述は削除されている）。また、商品の性質上個人顧客がメインの三菱日立ホームエレベーターやパナソニック ホームエレベーターでは、独立系メンテナンス会社にメンテナンスを依頼しないように案内している。
また、フジテックは基本的に自社メンテナンスを推奨しており、独立系メンテナンスになる場合には新設設置は基本的に行わない。ただし、既存のフジテック製エレベーターを独立系メンテナンスに変更することは可能である。
その一方で、後述の通り東芝エレベータが独立系のエス・イー・シーエレベーターと業務提携するなど、従来の保守で収益をあげるビジネスモデルに陰りも出てきており、メーカーと独立系の関係にも変化が見られるようになった。

#### 日本での保守契約形態
POG（パーツ・オイル・グリース）
その名の通り、電球類などの消耗部品（パーツ）・潤滑油（オイル・グリース）の取り替えおよび補給のみを保証範囲とする保守契約。主要部品の取り替えは、個別に有償にて取り替えを発注することになる。
FM（フルメンテナンス）
前述のPOG契約に加えて、意匠部品以外の主要部品も保証範囲としている保守契約。POG契約では個別の有償対応となる主要部品の取り替えを、保守会社側の立案する保全計画に基づいて定期的に実施することにより、各機器の状態の悪化を抑えられるというメリットがある。

#### 日本でのメンテナンス形態
- メーカー直轄
  - エス・イー・シーエレベーター - 他社製エレベーターの保守点検・修理も行っている（後述）。また、2023年1月26日より、東芝エレベータと業務提携契約を締結。同社製エレベーターの純正保守も行う。[67]
  - エレベータシステムズ - 他社製エレベーターの保守点検・修理も行っている。
  - 東芝エレベータ - SEC製のエレベーターの保守点検・修理も行っている（先述）。
  - 日本エレベーター製造
  - 日本オーチス・エレベータ - シンドラー社製（旧・日本エレベーター工業製も含む）のエレベーターの保守点検・修理も行っている[注釈 5]。
  - 日立ビルシステム - 三菱日立ホームエレベーター製のエレベーターの保守点検・修理も行っている。
  - フジテック
  - 三菱電機ビルソリューションズ - 三菱電機時代のエレベーター、三菱日立ホームエレベーター製のエレベーターの保守点検・修理・改修も行っている。
  - 横浜エレベータ
- メーカーの子会社
  - エレケア - 日立ビルシステム子会社
  - 菱電エレベータ施設 - 三菱電機ビルソリューションズの子会社。同社製エレベーターの実施設計・据付工事を行う。純正保守も行っている他、自社製品である小荷物専用昇降機のリョーデンリフトの設計・製造・据え付けを行う。
  - トーコービルシステム - 三菱電機グループ。三菱電機ビルソリューションズ子会社の菱電エレベータ施設とは異なり、三菱日立ホームエレベーターの据付も担っている。メーカー純正同等の保守が受けられる。
- 独立系（一部）
  - エス・イー・シーエレベーター - 日本最大手の独立系メンテナンス会社。エレベーターの製造許可を取得しており、メーカーとしての顔も持つ（前述）。
  - 共立電業 - 独立系ではあるものの、フジテックの特約店としてフジテック製エレベータの据付工事や純正保守を手掛ける。
  - エレベーターコミュニケーションズ
  - マーキュリーエレベータ - マーキュリーアシェンソーレから社名変更。元シンドラーエレベータの子会社。シンドラーエレベータの整備協力会社として同社製エレベーターの純正保守と同時に独立系としての顔も持っていた。シンドラーエレベータの日本撤退時に日本オーチス・エレベータに譲渡され、同社の子会社となったが、日本オーチス・エレベータの純正保守は行っておらず、完全独立系となっている。
  - コスモエレベーター
  - ジャパンエレベーターサービスホールディングス - 近年独立系のシェアを急拡大しており、関東首都圏を中心に展開する。全国にある小規模な独立系メンテナンス会社を協力会社とすることで全国に対応しているのが特徴である。
  - セフティエレベーター
  - 京都エレベータ - 京都府に本社を構える独立系メンテナンス会社。YouTubeチャンネルにてエレベーターの雑学などを公開している。

### 著名なエレベーター
- 横浜ランドマークタワー - 時速45.0 km（分速750メートル）の速度で下降する、世界で第1位の下り最高速エレベーター（三菱電機製）
- 関西電力黒部専用鉄道 - 鉄道車両を運ぶことの出来る竪坑エレベーターがある。2007年時日本最大の巻き上げ能力（最大積載量4,500 kg）を有していたが、2011年に梅田阪急ビルの80人乗り大型エレベーター（最大積載量5,250 kg）に凌駕される。
- 華厳滝エレベーター - 岩盤の中をくり貫いて作られた。
- 秋芳洞エレベーター（山口県美祢市） - 地上にある秋吉台案内所エレベーター口より、地下80 mへ降下できる。
- グラバースカイロード（長崎市） - 日本で初めてエレベーターとして作られた公道。
- 東華菜館（京都市） - 現存する日本最古（1926年設置）のエレベーター（米OTIS製）がある。
- 科学技術館（東京都千代田区） - 館内の中央部に、日本一の最大定員124名・最大積載量8,100 kgの人荷用エレベーターが設置されている。駆動はロープ式。三菱電機製。
- いずも型護衛艦 - 耐荷重30トンは日本最大級。後部の第2エレベーターは、波浪の影響を恐れる日本艦としては極めて異例なデッキサイド式とした。

## 海外におけるエレベーター

### 法令等
北米や欧州の国々では日本とは異なり法令で直接構造基準等を設けているわけではない。
ヨーロッパではEU圏内の市場に出回る製品等の均一な安全性を確保するため製品ごとに指令が出されており、昇降機にもlift Directiveという指令があり、これに基づいて欧州統一規格ENが定められている。
アメリカではASMEA17.1、カナダでもB44という基準が指定されているが、規格は各州の州法で定められており、どの年度版を基準にしているかは各州により異なる。
韓国では、昇降機安全管理法という法律により、エレベーターの製造（輸入）、設置、維持管理について定められている。行政安全部傘下の韓国昇降機安全公団（KoELSA）がその任務にあたる。

### 製造メーカー
- オーチス・エレベータ・カンパニー - 世界最大のエレベーターメーカーであり、世界シェアトップである[68]。日本にも日本オーチス・エレベータを擁し、シェアは国内5位。大手としてはシンドラーエレベータ日本撤退以降、唯一の外国発祥メーカーである。
- シンドラーグループ - かつて日本においてもシンドラーエレベータを展開。現在は撤退している。
- ティッセンクルップ - エレベーター部門を売却し、現在「TK Elevator」に改称している。
- コネ
- 現代エレベーター

### 著名なエレベーター

#### 中国
- CTF金融センター - 時速75.6 km（分速1,260 m）の速度で上昇する、世界で第1位の上り最高速エレベーター（日立製作所製・下りは分速600 m）

#### ドイツ
- ケールシュタインハウス（旧「鷲の巣」山荘）（ドイツ連邦共和国バイエルン州ベルヒテスガーデン近辺） - ケールシュタイン山頂（海抜1,881 m） 近くに建つティーハウス。海抜1,700 m まで続く車道より同建造物まで直結する長さ124 mの専用エレベーター（内部は鏡貼り）がある。

#### 米国
- ICBMタイタンI - 地下サイロ内で直立状態で保管し、発射時には直立のまま燃料を注入し、燃料込みで105 t超になる全長31 mのミサイル本体と、その他別重量の支持体他を一緒にエレベーターで地上に上げ、地上で点火・発射した。このサイロエレベーターは量産された。